# Diocleciano
Diocleciano (nascido Diocles; Salona, 22 de dezembro de 243/245 – Espalato, 3 de dezembro de 311/312) foi o imperador romano de 284 até sua abdicação em 305. Ele nasceu em uma família de baixa posição social, porém conseguiu ascender pelas patentes do exército romano até se tornar um comandante de cavalaria do exército do imperador Caro. Diocleciano foi aclamado imperador pelas tropas da Nicomédia depois das mortes de Caro e seu filho Numeriano durante campanhas contra a Pérsia. O título também foi reivindicado por Carino, o filho sobrevivente de Caro, porém Diocleciano o derrotou em julho de 285 na Batalha do Margo.
O reinado de Diocleciano estabilizou o Império Romano e encerrou a Crise do Terceiro Século. Ele nomeou o colega oficial militar Maximiano como seu coimperador em 286 e dividiu o império em dois, governando por si mesmo o Império do Oriente enquanto Maximiano governava o Império do Ocidente. Diocleciano delegou mais funções em 293 ao nomear Galério e Constâncio Cloro como coimperadores júniores, ficando abaixo de si e Maximiano, respectivamente. Isto estabeleceu a Tetrarquia, em que cada monarca governaria um quarto do império. Ele garantiu as fronteiras e expurgou quaisquer ameaças a seu poder. Conseguiu derrotar os sármatas e os carpos no decorrer de várias campanhas entre 285 e 299, os alamanos em 288 e usurpadores no Egito de 297 a 298. Galério, com o apoio de Diocleciano, foi bem-sucedido em uma campanha contra a Pérsia, conseguindo saquear sua capital Ctesifonte em 299. Diocleciano liderou negociações posteriores e conseguiu alcançar uma paz favorável e duradoura.
Diocleciano separou e ampliou os serviços civis e militares do império e reorganizou suas divisões provinciais, estabelecendo assim o maior e mais burocrático governo na história romana. Estabeleceu novos centros administrativos em cidades como Nicomédia, Mediolano, Sirmio e Augusta dos Tréveros, localizadas mais próximo das fronteiras externas do que a capital Roma. Ele se intitulou autocrata e se elevou acima das massas romanas ao impor cerimônias e arquiteturas de corte. O crescimento burocrático e militar, campanhas constantes e projetos de construção aumentaram os gastos governamentais e necessitaram de uma ampla reforma nos impostos. Os impostos foram padronizados depois de 297 e deixados mais equitativos, sendo cobrados em taxas mais altas.
Nem todos os seus planos tiveram sucesso, como o Édito Máximo de 301, que tentou controlar a inflação por meio de congelamento de preços, que foi contraprodutivo e rapidamente ignorado. O sistema da Tetrarquia funcionou enquanto governava, porém ruiu depois de ele deixar o poder devido a reivindicações dinásticas de Magêncio e Constantino, filhos de Maximiano e Constâncio. A Perseguição de Diocleciano, a última perseguição oficial contra o cristianismo, falhou em eliminar a religião do império. Apesar destes fracassos, as reformas de Diocleciano mudaram fundamentalmente as estruturas do governo imperial romano e ajudaram a estabilizar o império militar e economicamente, permitindo que permanecesse intacto por mais 150 anos. Diocleciano abdicou em 305 por motivos de saúde e viveu sua aposentadoria em um enorme palácio no litoral da Dalmácia, onde morreu no final de 311 ou 312.

## Início de vida

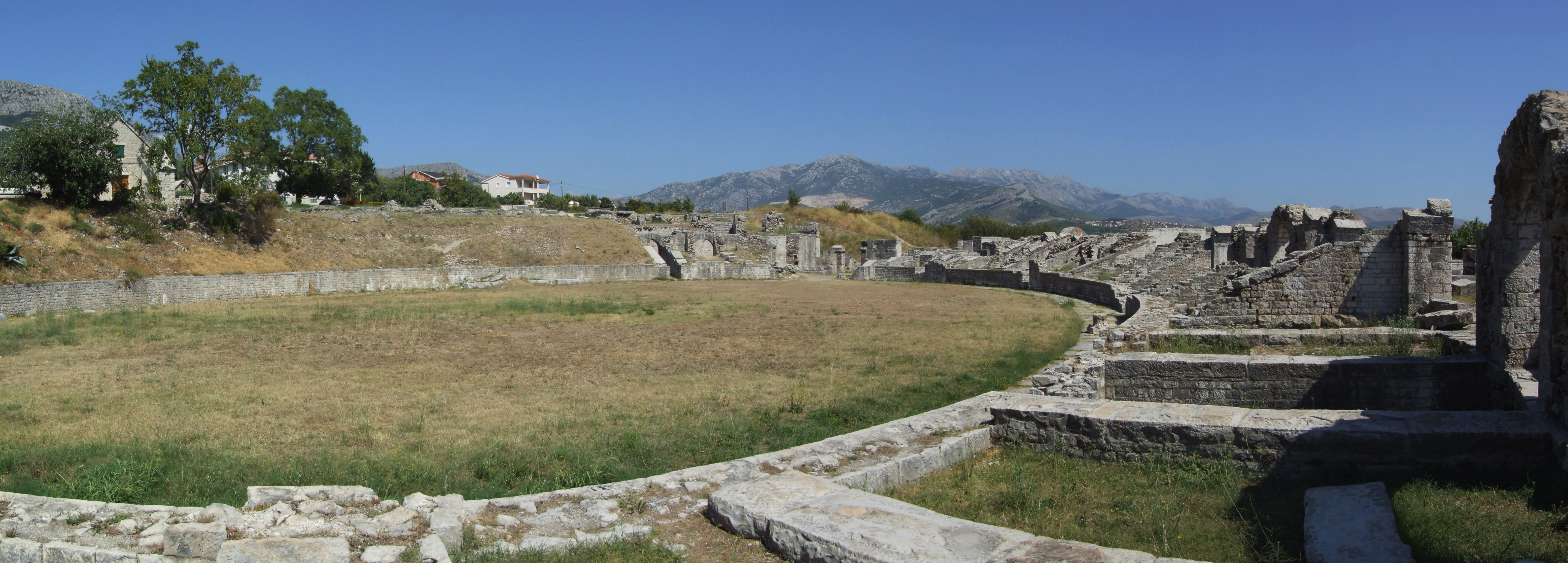
Ruínas do anfiteatro de Salona, cidade em que Diocleciano nasceu

Diocleciano nasceu em Salona, na Dalmácia, entre 243 e 245. Seus pais lhe deram o nome grego Diocles, ou possivelmente Diocles Valério. O historiador Timothy Barnes considera que seu aniversário oficial, 22 de dezembro, era sua data real de nascimento. Entretanto, outros historiadores não têm tanta certeza. Seus pais eram de baixa posição social; o historiador Eutrópio registrou "que a maioria dos escritores diz que era filho de um escriba, mas alguns dizem ter sido um homem liberto de um senador chamado Anulino". Pouquíssimo se sabe sobre seus primeiros quarenta anos de vida. Diocles recebeu educação e foi promovido pelo imperador Aureliano. O crônico bizantino João Zonaras afirmou que ele foi um "Duque da Mésia", um comandante de forças militares no baixo Danúbio. A muitas vezes não confiável História Augusta afirmou que Diocles serviu na Gália, porém isto não é corroborado por outras fontes e é ignorado pelos historiadores modernos. A primeira vez que seu paradeiro pode ser estabelecido com certeza é em 282, quando o imperador Caro o nomeou comandante dos Protetores Domésticos, uma força de cavalaria de elite diretamente ligada à casa imperial, posto este que lhe valeu a posição de cônsul no ano seguinte.

### Ascensão
Caro morreu durante uma campanha contra a Pérsia e em circunstâncias misteriosas, tendo supostamente sido atingido por um raio ou morto por soldados persas, deixando seus filhos Numeriano e Carino como os novos imperadores. Carino rapidamente partiu para Roma de seu posto de comissário imperial na Gália e chegou na cidade em janeiro de 284, tornando-se o legítimo imperador, enquanto Numeriano permaneceu no oriente. A retirada romana da Pérsia foi realizada em ordem e sem oposição. O xainxá Vararanes II da Pérsia não conseguiu montar um exército para enfrentar os romanos por ainda estar lutando para estabelecer sua própria autoridade. Numeriano só tinha conseguido chegar em Emesa, na Síria, em março, enquanto em novembro avançou apenas até a Anatólia. Ele ainda estava aparentemente vivo e com boa saúde em Emesa, tendo emitido o único rescrito sobrevivente em seu nome no local. Entretanto, depois de ele ter deixado a cidade, sua criadagem, incluindo seu sogro e prefeito pretoriano Áper, uma figura de grande influência, relataram que Numeriano estava sofrendo de uma inflamação nos olhos, passando a viajar em um coche fechado. Alguns soldados sentiram um odor emanando do coche depois de o exército ter chegado em Bitínia. Eles abriram as cortinas e descobriram o corpo morto de Numeriano.
Áper contou as notícias em novembro na Nicomédia. Os generais e tribunos convocaram um conselho para lidar com a sucessão e Diocles foi escolhido imperador, mesmo com as tentativas de Áper de ganhar apoio para si. Os exércitos do oriente se reuniram em 20 de novembro de 284 em um morro a cinco quilômetros da Nicomédia, saudando Diocles como o novo imperador, com ele aceitando as vestimentas imperiais púrpuras. Ele ergueu sua espada para o Sol e jurou que não tinha responsabilidade alguma na morte de Numeriano, em seguida afirmou que Áper tinha matado o ex-imperador e encoberto o fato. Diocles, diante de todo o exército, pegou sua espada e matou Áper. Segundo a História Augusta, ele citou Virgílio enquanto fazia isso. Diocles pouco depois mudou seu nome para o mais latinizado Caio Aurélio Valério Diocleciano.

### Conflito com Carino

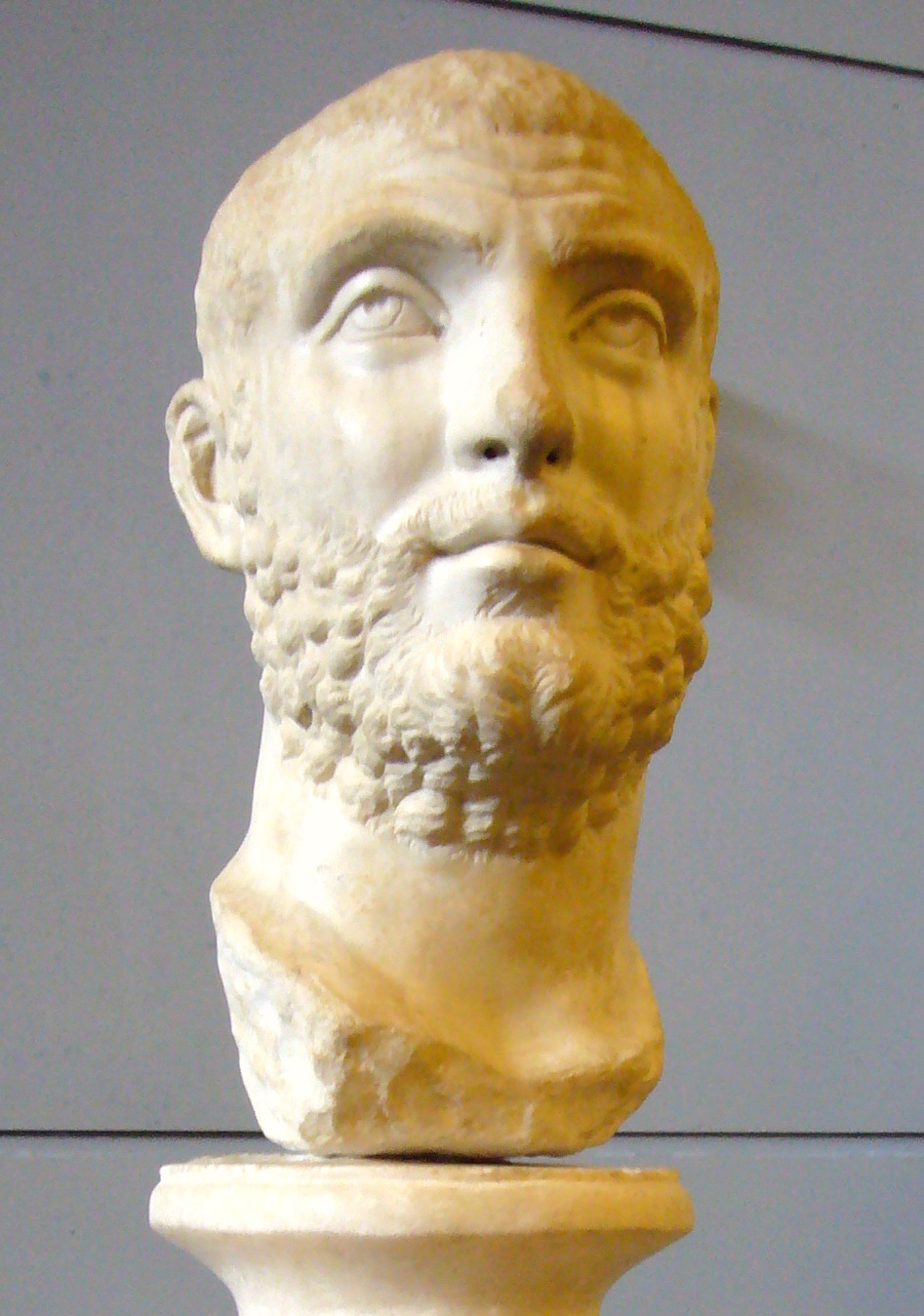
Escultura de Carino

Lúcio Cesônio Basso e Diocleciano foram nomeados cônsules e assumiram as fasces nos lugares de Carino e Numeriano. Basso era membro de uma família senatorial da Campânia, um ex-cônsul e procônsul na África. Ele tinha experiência em áreas de governo de que Diocleciano supostamente carecia. A elevação de Basso a cônsul por Diocleciano simbolizou sua rejeição ao governo de Carino em Roma, sua recusa em aceitar uma posição secundária a qualquer outro imperador e sua disposição em colaborar com as aristocracias militar e senatorial do império. Essa ação também ligava seu sucesso ao do Senado Romano, cujo apoio ele necessitaria para avançar sobre a capital.
Diocleciano não foi o único a desafiar o reinado de Carino; o usurpador Juliano, corretor de Carino, conseguiu assumir o controle do norte da Itália e da Panônia pouco após a ascensão de Diocleciano. Juliano cunhou moedas em uma casa da moeda em Siscia declarando-se imperador e prometendo liberdade. Isto acabou servindo à causa de Diocleciano, pois ajudou a retratar Carino como um tirano opressivo e cruel. As forças de Juliano eram fracas e foram facilmente derrotadas quando os exércitos de Carino deixaram a Britânica para o norte da Itália. Diocleciano, como líder de um oriente unido, ainda era a maior ameaça. Ele avançou pelos Bálcãs rumo oeste durante o inverno na virada de 284 para 285. Suas forças encontraram as de Carino na primavera em algum momento antes do fim de maio no rio Margo, na Mésia.
Carino tinha um exército maior e mais poderoso, porém mesmo assim estava em posição mais fraca. Seu governo não era popular e depois foi alegado que ele havia maltratado o Senado e seduzido as esposas de oficiais militares. É possível que Flávio Constâncio, governador da Dalmácia e companheiro de Diocleciano nos Protetores Domésticos, já tivesse deserdado do lado de Carino no início da primavera. Aristóbulo, prefeito pretoriano de Carino, também deserdou para Diocleciano logo no início da Batalha do Margo em julho. Carino foi morto por seus próprios homens durante a batalha e Diocleciano, após sua vitória, foi aclamado como o novo imperador pelos exércitos ocidentais e orientais. Ele fez o exército derrotado lhe jurar lealdade e em seguida partiu em direção à Itália.

## Início de reinado

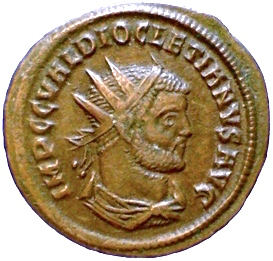
Antoniniano de Diocleciano

É possível que Diocleciano tenha se envolvido imediatamente depois da Batalha do Margo em confrontos contra os quados e marcomanos. Ele acabou chegando no norte da Itália e estabeleceu um governo imperial, porém não se sabe se ele visitou a cidade de Roma nessa época. Uma série de moedas contemporâneas sugerem um advento imperial na cidade, porém historiadores modernos afirmam que Diocleciano deliberadamente evitou Roma por questões de princípio, pois a cidade e o senado não eram mais politicamente relevantes para os assuntos do império e necessitavam aprender isso. O próprio Diocleciano datou o início de seu reinado para a data em que foi aclamado pelo exército, não a data em que foi ratificado pelo senado, seguindo uma prática estabelecida por Caro, que havia declarado a ratificação do senado como uma formalidade inútil. Entretanto, ele demonstrou deferência em relação ao senado mantendo Aristóbulo como cônsul ordinário e colega pelo ano de 285, uma das poucas instâncias durante o Império Tardio em que um imperador permitiu um privatus como colega.
Mesmo que Diocleciano tenha entrado em Roma pouco depois de sua ascensão, ele não permaneceu por muito tempo, pois é relatado que ele estava de volta nos Bálcãs em 2 de novembro de 295 em uma campanha contra os sármatas. Diocleciano substituiu o prefeito urbano de Roma por Basso. Entretanto, a maioria dos oficiais que haviam servido sob Carino permanecerem em seus postos. Ele também não matou ou depôs Aristóbulo, o prefeito pretoriano e cônsul que havia traído Carino, mas sim confirmou suas duas funções, um ato de clemência que o historiador Sexto Aurélio Vítor descreveu como "incomum". Diocleciano também depois deu a Aristóbulo o proconsulado da África. Outras figuras que mantiveram seus cargos talvez também tenham traído Carino.

### Maximiano coimperador

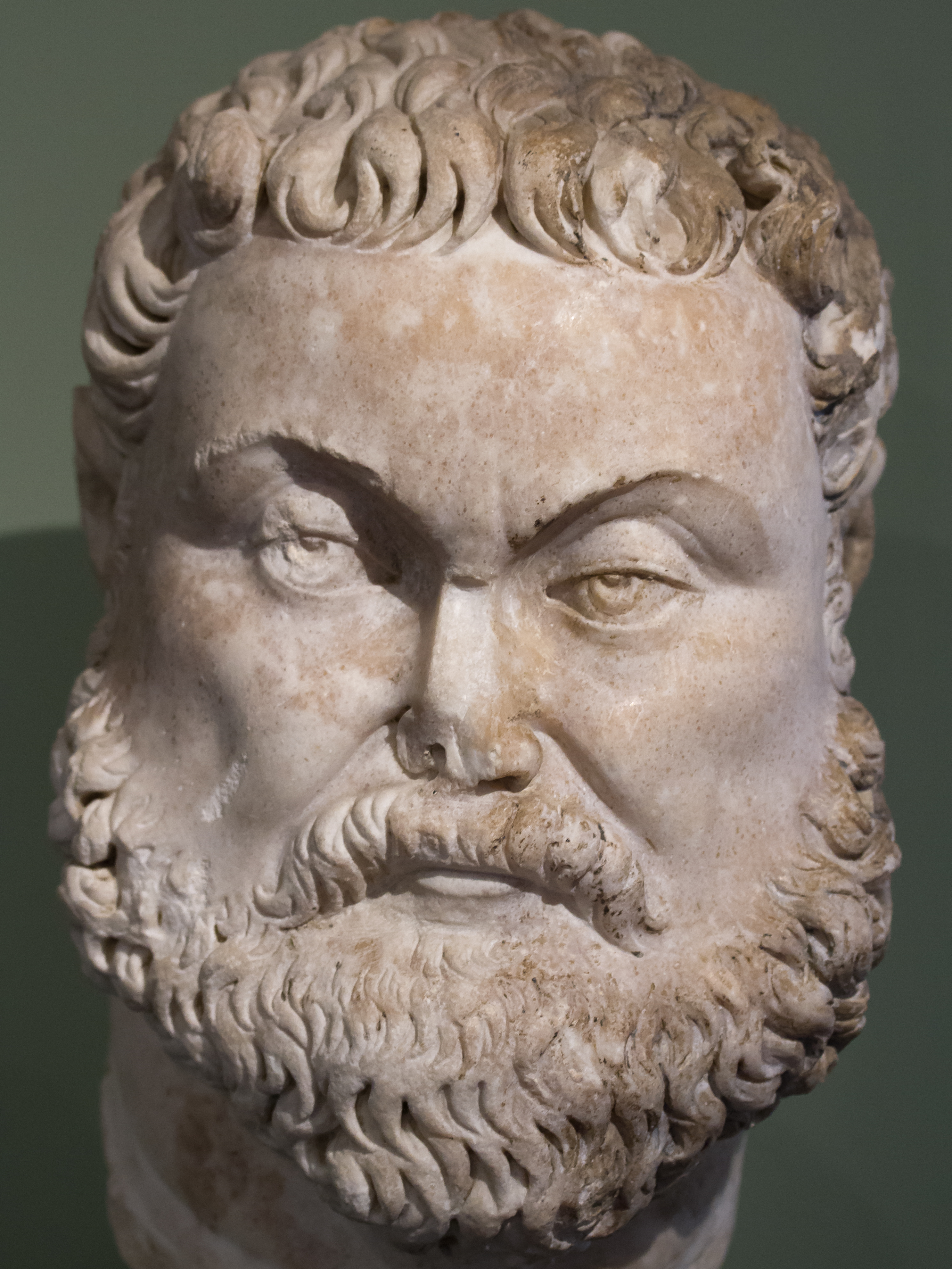
Busto de Maximiano

Os assassinatos dos imperadores Aureliano e Probo demonstraram que uma única pessoa reinar como imperador sozinho era algo perigoso para a estabilidade do império. Conflitos estavam surgindo em várias províncias, incluindo a Gália, Síria, Egito e o Baixo Danúbio. Era muito para uma única pessoa ser capaz de controlar, assim Diocleciano necessitava de alguém que pudesse ser seu segundo em comando. Ele elevou seu colega oficial militar Maximiano para o posto de césar em julho de 285 em Mediolano, tornando-o coimperador júnior.
O conceito de dois imperadores compartilhando o poder não era algo novo no Império Romano. Augusto, o primeiro imperador, tinha nominalmente compartilhado seu poder com alguns colegas, com cargos mais formais de coimperadores existindo a partir de Marco Aurélio no século II. Mais recentemente, Caro e seus filhos tinham governado juntos, porém sem sucesso. Diocleciano estava em uma posição menos favorável que a maioria de seus predecessores, pois só tinha uma filha, Valéria, e nenhum filho homem. Seu coimperador precisaria vir de fora de sua família, o que levantava a questão de confiança. Alguns historiadores afirmaram que ele adotou Maximiano como seu "filho augusto" ao nomeá-lo para o trono, seguindo o precedente estabelecido por alguns imperadores anteriores. Entretanto, esse argumento não é aceito por todos.
O relacionamento de Diocleciano e Maximiano foi rapidamente expresso em termos religiosos. Diocleciano assumiu por volta de 287 o título de "Joviano", enquanto Maximiano ficou com o título de "Hercúleo". Esses títulos provavelmente tinham a intenção de transmitir algumas características de seus líderes. Diocleciano assumiria os papéis dominadores de planejamento e comando, já Maximiano atuaria como seu subordinado heroico. Apesar dessas conotações religiosas, os dois não eram "deuses" na tradição do culto imperial, porém talvez tenham sido saudados como tais no panegírico imperial. Em vez disso, eram vistos como representantes dos deuses, realizando seus desejos na Terra. A mudança de aclamação militar para santificação divina tirou o poder de nomeação dos imperadores do exército. A legitimação religiosa elevou Diocleciano e Maximiano acima de rivais em potencial de um modo que reivindicações militares e dinásticas não podiam.

### Conflitos com sármatas e persas

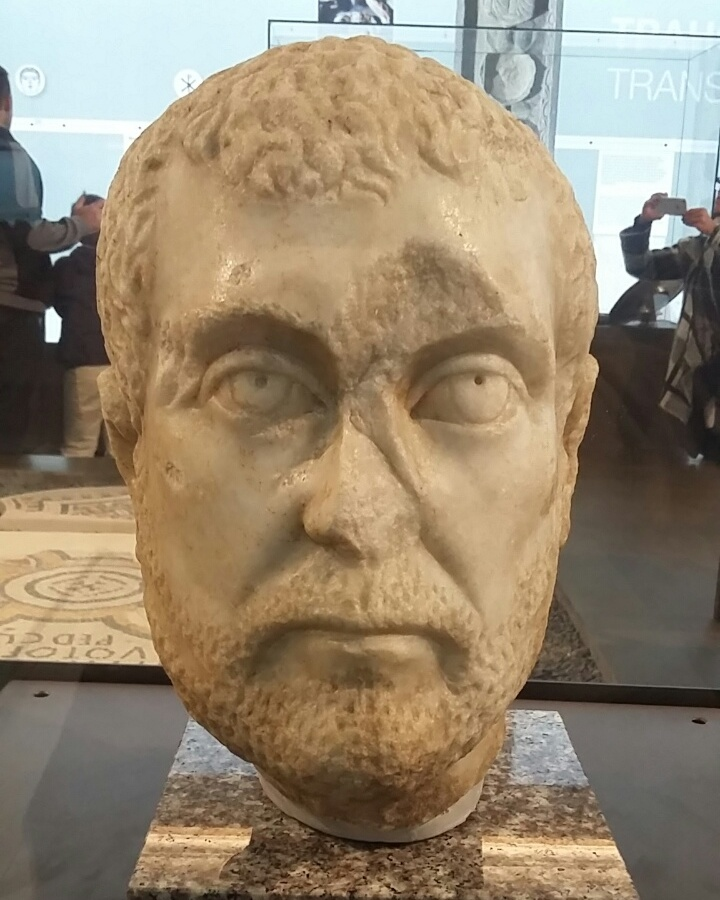
Busto de Diocleciano

Maximiano, depois de sua aclamação, foi rapidamente enviado para enfrentar os bagaudas, camponeses que tinham se insurgido na Gália. Diocleciano, enquanto isso, voltou para o oriente, porém progrediu lentamente. Ele tinha chegado apenas nos Bálcãs até 2 de novembro. Na primavera de 285 ele encontrou a tribo dos sármatas, que pediram a Diocleciano que os ajudasse a recuperar suas terras ou que lhes concedesse direitos de pastagem dentro do império. O imperador recusou as duas propostas e os enfrentou em batalha, porém não foi capaz de garantir uma vitória completa. As pressões nômades na planície europeia permaneceram e não seriam resolvidas com uma única guerra.
Diocleciano passou o inverno na Nicomédia. É possível que tenha existido uma revolta nas províncias orientais na época, pois ele trouxe colonos da Ásia para popular terras agrícolas na Trácia. Ele visitou a Síria Palestina na primavera seguinte. Sua estadia no oriente também trouxe sucessos diplomáticos no conflito contra a Pérsia, com Vararanes lhe enviando presentes valiosos e declarando amizade com os romanos, chegando inclusive a convidar Diocleciano para uma visita. Fontes romanas afirmam que esses atos foram totalmente voluntários.
Por volta da mesma época, talvez em 287, a Pérsia abriu mão de suas reivindicações da Armênia e reconheceu a autoridade romana sobre os territórios ao oeste e sul do rio Tigre. A parte ocidental da Armênia foi incorporada ao império como província. Tirídates III, o reivindicante arsácida ao trono armênio e cliente romano, foi deserdado e forçado a se refugiar no Império Romano depois da conquista persa na década de 250. Ele voltou a reivindicar a parte oriental da Armênia em 287 e não encontrou oposição. Os presentes de Vararanes foram considerados uma vitória simbólica no conflito contra a Pérsia, com Diocleciano sendo saudado como o "fundador da paz eterna". Os eventos podem ter representado um fim formal para a campanha oriental de Caro, que provavelmente terminou sem uma paz reconhecida. Diocleciano reorganizou a fronteira mesopotâmia depois das conversas com os persas e fortificou a cidade de Circésio.

### Diarquia
As campanhas de Maximiano não prosseguiram bem. Os bagaudas tinham sido facilmente subjugados, porém Caráusio, o homem colocado no comando de operações contra piratas saxões e francos, tinha começado a tomar para si mesmo bens que tinham sido tomados dos piratas. Maximiano emitiu um mandato de morte contra Caráusio, porém este fugiu do continente e se proclamou imperador, agitando a Britânia e o noroeste da Gália em uma revolta aberta contra Maximiano e Diocleciano.
Evidências arqueológicas indicam que é mais provável que Caráusio já tivesse algum posto militar importante na Britânia e uma base de poder firme tanto na Britânia quanto no norte da Gália, aproveitando-se da falta de legitimidade do governo central. Ele lutou para ter sua legitimidade como coimperador júnior reconhecida por Diocleciano, com suas moedas, que eram de melhor qualidade que aquelas oficiais e exaltavam a "concórdia" entre ele e o governo central romano, chegando a mostrá-lo como um igual de Diocleciano e Maximiano. Entretanto, Diocleciano não podia permitir que um usurpador regional, semelhante a Póstumo, entrasse no colégio imperial por conta própria.
Por causa dessa crise, Maximiano assumiu o título de augusto em 1º de abril de 286, o que o tornou um igual a Diocleciano. Sua nomeação foi incomum porque era impossível que Diocleciano estivesse presente para testemunhar o evento. Foi sugerido por alguns historiadores que Maximiano usurpou o título e só foi posteriormente reconhecido por Diocleciano na esperança de evitar uma guerra civil. Entretanto, esta sugestão não é muito bem aceita pela maioria dos historiadores, pois era claro que Diocleciano tinha a intenção de permitir que Maximiano atuasse com um certo grau de independência. Por outro lado, foi sugerido que Diocleciano sentiu a necessidade de vincular Maximiano mais próximo de si tornando-o seu associado, evitando assim a possibilidade de que ele chegasse a alguma espécie de acordo com Caráusio.

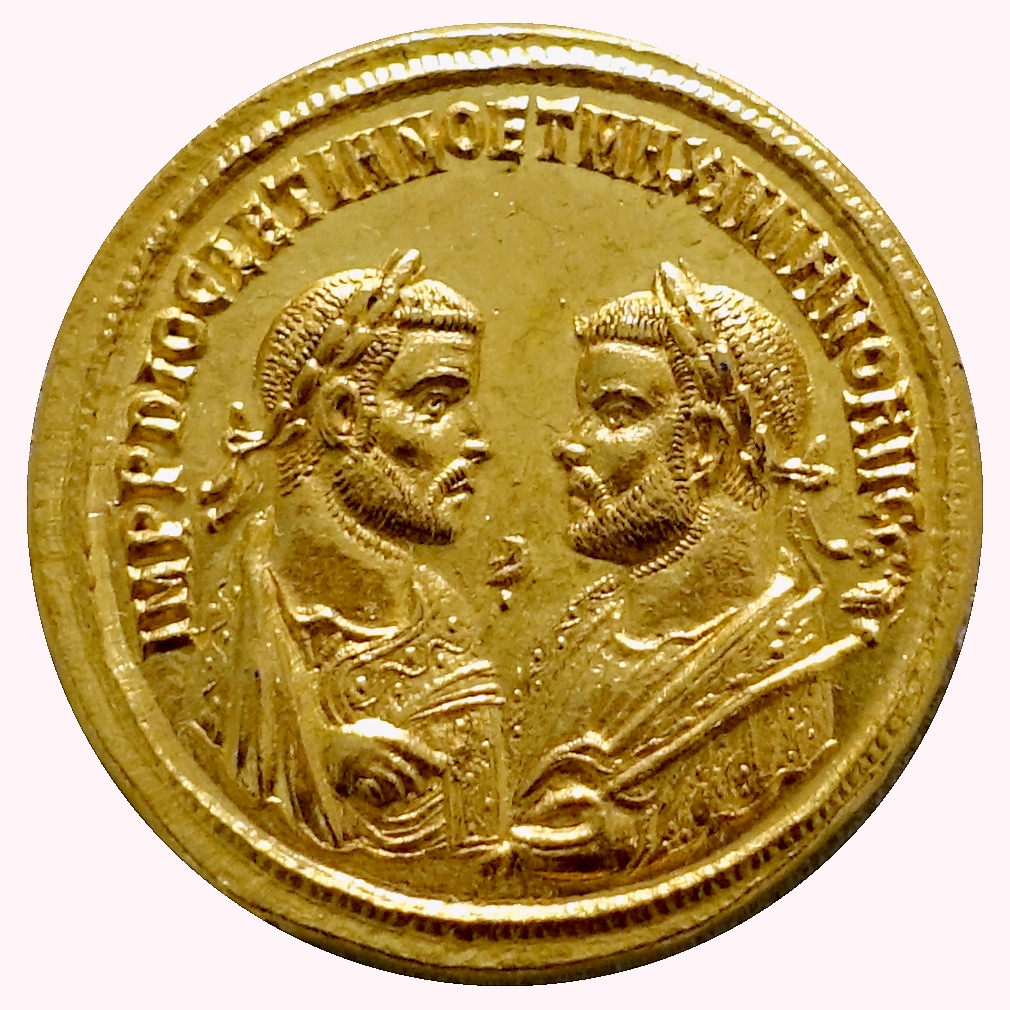
Áureo dos coimperadores Diocleciano e Maximiano

Maximiano percebeu que não conseguiria subjugar Caráusio imediatamente, assim em 287 fez campanha apenas contra tribos além do rio Reno. As campanhas tinham a intensão de impedir que Caráusio tivesse uma base de apoio no continente enquanto estava na Britânia. Maximiano preparou na primavera seguinte uma frota para uma expedição contra Caráusio, com Diocleciano vindo do oriente para se juntar a ele. Os dois concordaram em uma campanha conjunta contra os alamanos. Diocleciano invadiu a Germânia pela Récia, enquanto Maximiano progrediu por Mainz. Cada imperador queimou plantações e suprimentos de alimentos enquanto seguiam, desta forma acabando com os meios de sustento dos germânicos. Os dois anexaram territórios, o que permitiu que Maximiano continuasse a se preparar para enfrentar Caráusio sem mais perturbações. Diocleciano conseguiu provavelmente mais uma rápida campanha contra os sármatas enquanto voltava para o oriente. Não se sabe dos detalhes, porém inscrições indicam que ele assumiu o título "Sármaco Máximo" depois de 289.
Diocleciano entrou em conversas diplomáticas com tribos do deserto em regiões entre Roma e a Pérsia depois de voltar para o oriente. É possível que ele tenha tentando persuadi-las a se aliarem com os romanos, revivendo assim uma antiga esfera de influência palmirena favorável a Roma, porém ele podia também simplesmente estar tentando reduzir a frequência de suas incursões dentro do império. Não existem detalhes sobre esse eventos. Alguns líderes dessas tribos eram clientes dos persas, algo que deixava os romanos inquietos devido às tensões com seu vizinho oriental. Enquanto isso, Maximiano perdeu sua frota recém-construída, provavelmente na primavera de 290. O panegírico que se refere a essa perda sugere que a causa foi uma tempestade, porém isto pode ter sido simplesmente uma tentativa de encobrir uma vergonhosa derrota militar. Diocleciano encerrou suas viagens pelas províncias orientais pouco depois, retornando às pressas para o ocidente, chegando em Emesa em 10 de maio de 290 e em Sirmio em 1º de julho.
Maximiano e Diocleciano se encontraram em Mediolano na virada de 290 para 291, em dezembro ou janeiro. Esse encontro foi realizado com uma pompa solene. Os imperadores passaram a maior parte de seu tempo em aparições públicas. Foi presumido que as cerimônias foram arranjadas para que Diocleciano demonstrasse seu apoio ao seu vacilante colega. Uma delegação do Senado se encontrou com os dois, renovando seu pouco frequente contato com o cargo imperial. A escolha de Mediolano sobre Roma desdenhou ainda mais do orgulho da capital. Entretanto, já era uma prática há muito estabelecida que Roma era apenas a capital cerimonial, com a sede da administração imperial sendo determinada por necessidades de defesa. O historiador Herodiano do início do século III tinha afirmado que "Roma é onde o imperador está". Decisões sobre questões políticas e de guerra foram provavelmente decididas em segredo durante o evento. Diocleciano e Maximiano só voltariam a se reencontrar em 303.

## Tetrarquia

### Fundação

Mapa do Império Romano pós-299, com as zonas de influência de seus quatro tetrarcas

Diocleciano, em algum momento após seu retorno para o oriente, e antes de 293, transferiu o comando da guerra contra Caráusio para Flávio Constâncio, ex-governador da Dalmácia e um oficial militar com experiência desde as campanhas de Aureliano contra Zenóbia duas décadas antes. Ele era o prefeito pretoriano e genro de Maximiano, tendo se casado com Teodora, filha mais velha de Maximiano. Este concedeu o cargo de césar a Constâncio em Mediolano no dia 1º de março de 293. Diocleciano fez o mesmo com Galério, marido de sua filha Valéria e talvez seu prefeito pretoriano, em Filipópolis ou Sirmio na primavera de 293. Constâncio recebeu o controle da Gália e Britânia, enquanto Galério inicialmente ficou responsável pela Síria e Egito.
Esse arranjo foi chamado de tetrarquia, um termo vindo do grego que significa "governo por quatro". Os imperadores eram quase soberanos de suas próprias terras e viajavam com suas próprias cortes, administradores, secretários e exércitos. Eles eram unidos por sangue e casamento, com Diocleciano e Maximiano chamando-se de irmãos. Os dois coimperadores sêniores adotaram Galério e Constâncio como filhos em 293. Estas relações implicavam uma linha de sucessão: Galério e Constâncio se tornariam os augustos depois da saída de Diocleciano e Maximiano, enquanto Magêncio e Constantino, filhos de Maximiano e Constâncio, tornar-se-iam os novos césares. Estes dois, em preparação, foram levados para a corte de Diocleciano na Nicomédia.

### Derrota de Caráusio

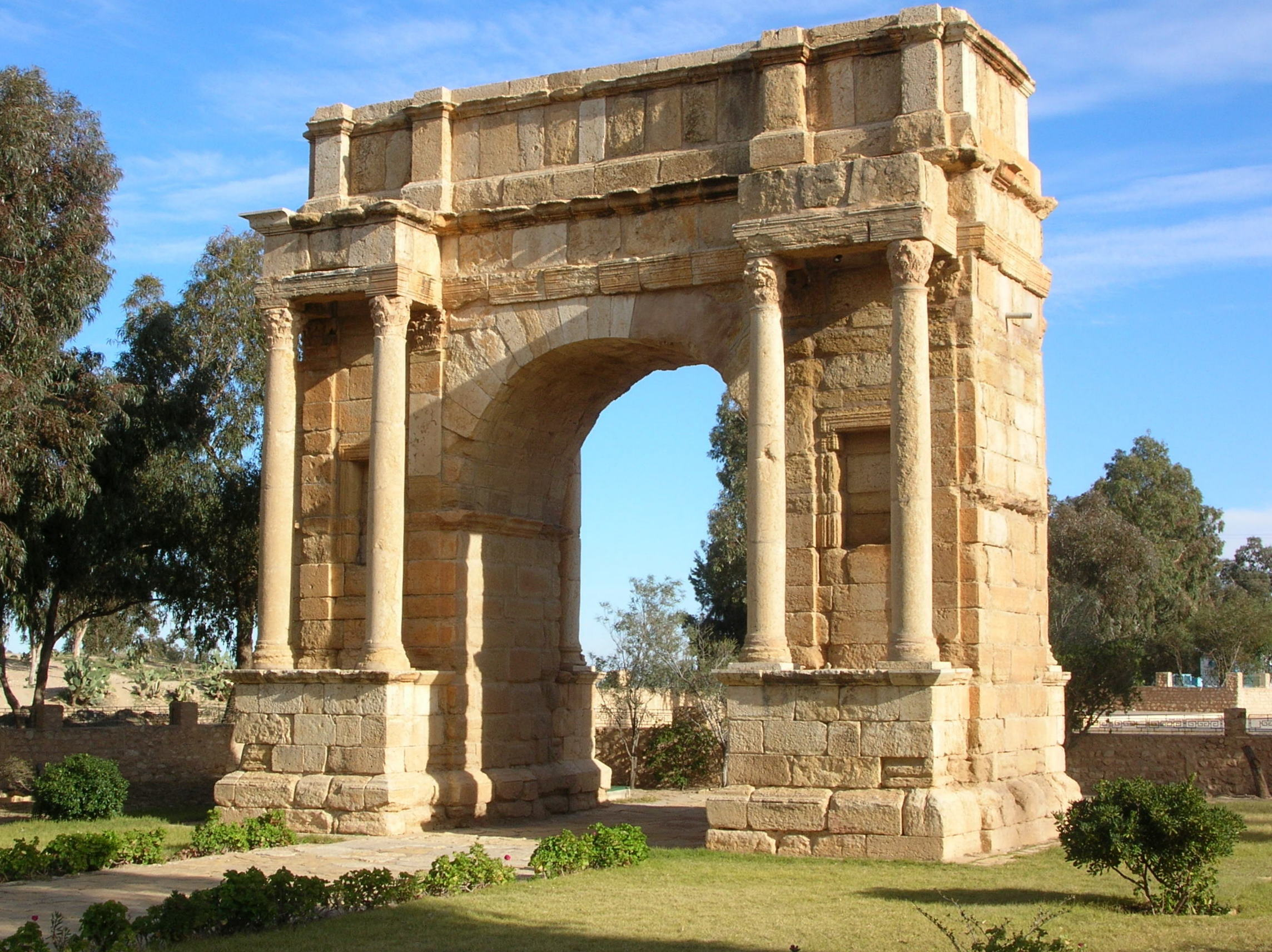
Arco do triunfo em homenagem a Tetrarquia em Sbeitla, na Tunísia

Constâncio, pouco antes de ser elevado a césar, procedeu para cortar Caráusio de sua base de apoio na Gália, retomando Bonônia depois de um cerco ferrenho, um sucesso que fez Caráusio ser assassinado por apoiadores e substituído por seu ajudante Aleto, que manteria seu domínio da Britânia por mais três anos. Ele seria derrotado e morto apenas após uma invasão naval realizada por Júlio Asclepiodoto, prefeito pretoriano de Constâncio. Este retomou Londínio de desertores francos pagos por Aleto, o que lhe permitiu assumir o papel de libertador da Britânia. A supressão a essa ameaça à legitimidade da Tetrarquia permitiu que Constâncio e Maximiano concentrassem seus esforços em outras ameaças, com o primeiro retornando para o Reno em 297 e o segundo lançando-se em campanha total na África contra piratas francos e nômades, terminando com uma entrada triunfal em Cartago no dia 10 de março de 298.

### Conflitos nos Bálcãs e Egito
Diocleciano passou a primavera de 293 viajando com Galério até Bizâncio. Ele depois voltou para Sirmio, onde permaneceu até a primavera seguinte. Fez uma nova campanha contra os sármatas em 294, provavelmente no outono, conquistando uma vitória. Isto os manteve longe das províncias do Danúbio por muito tempo. Enquanto isso, Diocleciano construiu fortes ao norte do rio, incluindo em Aquinco, Bonônia, Ulcísia Castra e Intercisa. Estes tornaram-se parte de uma nova linha de defesa chamada Ripa Sarmática. Fez campanha na região novamente em 295 e 296, conquistando uma vitória sobre os carpos. Galério assumiu os deveres de campanhas na região em 299 e 302, enquanto Diocleciano estava no oriente. O imperador tinha garantido o comprimento do Danúbio até o fim de seu reinado, tendo construído fortes, pontes, vias e cidades muradas, além de ter enviado quinze legiões para patrulhar a região; uma inscrição em Sexaginta Prista exaltou que ele restaurou a tranquilidade da região. Essas defesas tiveram um custo elevado, porém mesmo assim foram uma grande realização em uma área de difícil defesa.
Enquanto isso, Galério envolveu-se em disputas no Egito entre 291 e 293, onde subjugou uma revolta regional. As tentativas de Diocleciano de reformar o sistema de impostos egípcio para colocá-lo no padrão imperial criou descontentamento, com uma revolta varrendo a região depois da partida de Galério. O usurpador Domício Domiciano se declarou imperador em julho ou agosto de 297, com boa parte da província, incluindo Alexandria, o reconhecendo como tal. Diocleciano foi enfrentá-lo, primeiro derrotando rebeldes em Tebaida no outono de 297, então cercando Alexandria. Domício Domiciano morreu em dezembro, época em que Diocleciano já tinha garantido o controle do interior egípcio. Entretanto, Alexandria, cuja defesa tinha sido organizada sob Aurélio Aquileu, o corretor de Domício Domiciano, resistiu até provavelmente março de 298.
Questões burocráticas também foram completadas durante a estadia de Diocleciano no Egito: um censo foi realizado e a cidade de Alexandria, em retaliação pelo rebelião, perdeu a autorização para cunhar suas próprias moedas independentemente. As reformas de Diocleciano na região, combinadas com aquelas de Sétimo Severo um século antes, colocaram as práticas administrativas egípcias muito mais próximas do padrão romano. Diocleciano viajou para o sul pelo rio Nilo no verão seguinte, visitando Oxirrinco e Elefantina. Ele fechou acordos de paz com a Nobácia e os blêmios. Sob os termos a fronteira romana foi para o norte até Filas e as duas tribos receberam um estipêndio anual de ouro. Ele deixou a África pouco depois desses tratados, chegando na Síria em fevereiro de 299 e encontrando-se com Galério na Mesopotâmia.

### Guerra contra a Pérsia

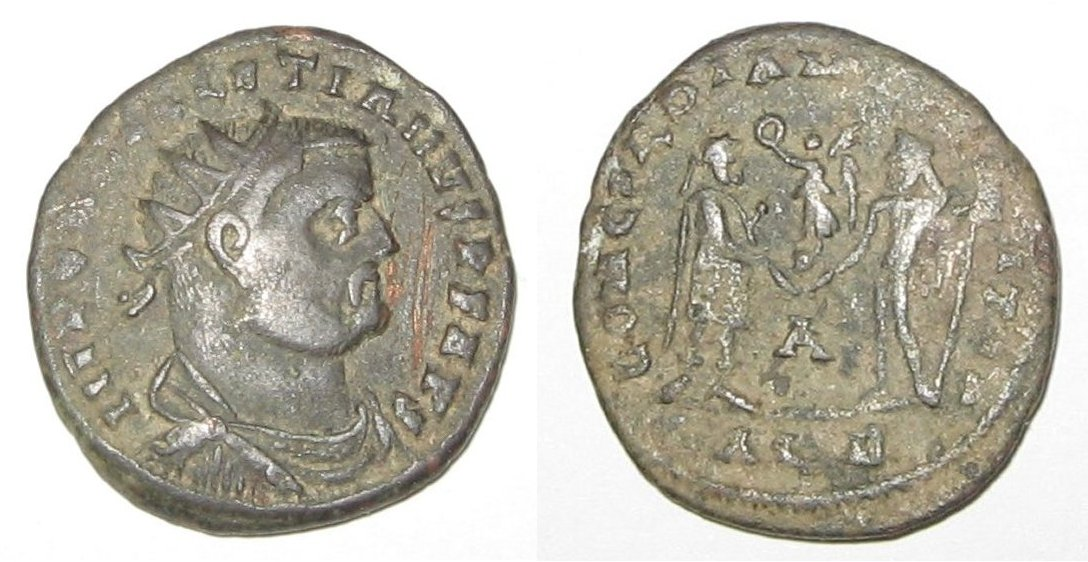
Moeda militar de Diocleciano

O xainxá Narses assumiu o trono na Pérsia em 294, tendo eliminado seu predecessor Vararanes III, um jovem que tinha sido instaurado governante após a morte de Vararanes II em 293. Narses enviou a Diocleciano no início do ano o pacote costumeiro de presentes entre os impérios, com o imperador romano respondendo com uma troca de embaixadores. O xainxá, enquanto isso, estava destruindo todos os vestígios de seus predecessores imediatos em monumentos públicos. Ele procurou se identificar com monarcas guerreiros como Artaxes I e Sapor I, que tinham derrotado e aprisionado o imperador Valeriano depois de este ter invadido o Império Sassânida.
Narses declarou guerra contra os romanos em 295 ou 296. Ele aparentemente invadiu primeiro a Armênia, tomando as terras que tinham sido entregues a Tirídates em 287. O xainxá então seguiu para o sul até a Mesopotâmia romana em 297, onde infligiu uma séria derrota sobre Galério na região entre Carras e Calínico. Não se sabe se Diocleciano também estava na batalha, porém ele rapidamente se afastou de qualquer responsabilidade. Uma cerimônia pública ocorrida em Antióquia estabeleceu a versão oficial de que Galério era o único responsável pela derrota. Diocleciano humilhou Galério publicamente, fazendo-o caminhar por um quilômetro e meio na frente da caravana imperial, ainda vestido das roupas púrpuras de imperador.
Galério foi reforçado por um novo contingente vindo das províncias do Danúbio, provavelmente na primavera de 298, liderando uma ofensiva a partir do norte da Mesopotâmia por meio da Armênia. Não se sabe se Diocleciano estava presente para ajudar na campanha, com ele podendo ter voltado para o Egito ou Síria. Narses recuou para a Armênia a fim de enfrentar Galério, porém ficou em desvantagem, pois o acidentado terreno armênio era favorável para a infantaria romana, mas não para a cavalaria persa. Galério conquistou grandes vitórias no decorrer de duas batalhas. As forças romanas conseguiram capturar o acampamento, tesouro, harém e esposa de Narses depois do segundo confronto. Galério continuou pelo rio Tigre e tomou a capital persa Ctesifonte, retornando então para territórios romanos no rio Eufrates.

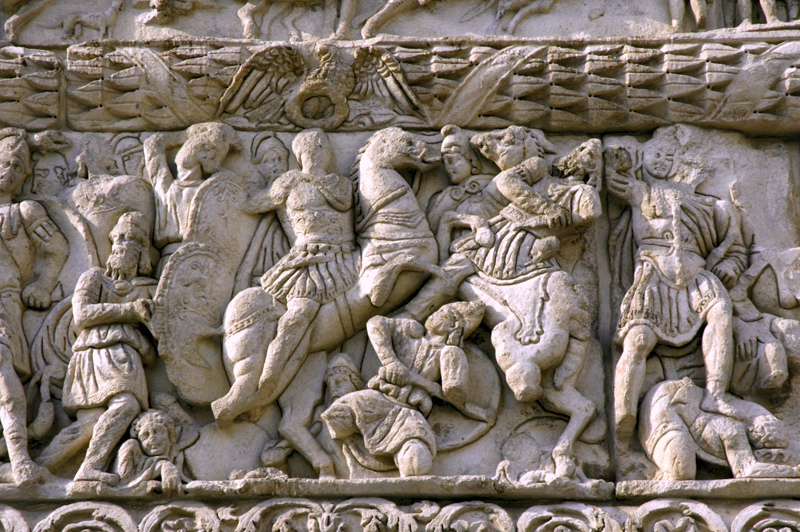
Detalhe do alto-relevo do Arco de Galério em Salonica, na Grécia, mostrando Galério atacando Narses

Narses enviou um embaixador até Galério pedindo pelo retorno de suas esposas e filhos, porém Galério recusou. Negociações de paz começaram na primavera de 299, com o resultando sendo a Paz de Nísibis. Os termos ditavam o retorno da Armênia para domínio romano, que o Reino da Ibéria deveria jurar lealdade ao Império Romano sob uma nomeação romana, que Nísibis passaria para controle romano, que a cidade seria o único ponto de comércio entre os dois impérios e que os romanos exerceriam o controle sobre cinco satrapias: Ingilena, Sofena, Arzanena, Corduena e Zabedicena. Estas regiões incluíam a passagem do rio Tigre pela cordilheira Antitauro, acesso ao planalto de Tur Abedim e a passagem de Balalesa, a rota sul mais rápida até a Armênia persa.
Os fortes estratégicos de Amida e Bezabade também ficaram sob ocupação militar romana. O império assim adquiriu uma estação avançada ao norte de Ctesifonte, o que permitiria retardar um avanço persa pela região. Muitas cidades ao oeste do Tigre ficaram sob controle romano, incluindo Tigranocerta, Saird, Martirópolis, Moxos e Daudia, porém não se sabe sob qual situação. Tirídates reconquistou seu trono e todo o território de sua reivindicação. Os romanos também garantiram uma zona de influência cultural mais ampla, o que décadas depois levou a uma difusão do cristianismo siríaco a partir de Nísibis e a cristianização da Armênia.

## Perseguições religiosas

### Primeiras perseguições
Diocleciano e Galério retornaram para Antióquia pouco depois da conclusão da Paz de Nísibis. Os dois participaram em 299 de uma cerimônia de sacrifício e adivinhação em uma tentativa de prever o futuro. Os arúspices não conseguiram ler as entranhas dos animais sacrificados e culparam os cristãos que trabalhavam na criadagem imperial. Diocleciano e Galério então ordenaram que todos os membros da corte realizassem um sacrifício para purificar o palácio. Os dois enviaram cartas ao comando militar exigindo que o exército inteiro também realizasse os sacrifícios necessários, se não haveria dispensas. Diocleciano era uma pessoa conservadora em questões religiosas, fiel ao panteão romano tradicional e compreensivo sobre as exigências para purificação religiosa. Entretanto, seus contemporâneos Constantino, Eusébio de Cesareia e Lactâncio afirmaram que foi na verdade Galério o principal apoiador de um expurgo de cristãos, além de seu maior beneficiário. Este era ainda mais devoto e dedicado à religião tradicional do que Diocleciano, enxergando uma vantagem política na perseguição religiosa e estando disposto a quebrar com a política governamental de inação sobre a questão.
Diocleciano residiu principalmente em Antióquia de 299 a 302. Ele visitou o Egito mais uma vez durante a virada de 301 para 302, emitindo um grão dole para Alexandria. Houve algumas disputas públicas com maniqueístas e o imperador ordenou que os principais seguidores de Manes fossem queimados vivos junto com seus escritos. Um rescrito de Alexandria datado de 31 de março de 302 declarou que maniqueístas de baixa posição social seriam executados pela espada, enquanto aqueles de posição elevada seriam enviados para trabalhar nas pedreiras de Proconeso ou nas minas de Feinã. Todas as propriedades pertencentes a maniqueístas seriam apreendidas e depositadas no tesouro imperial. Diocleciano sentia-se muito ofendido pela religião maniqueísta, pois era algo muito diferente, de origem estrangeira, que aparentemente corrompia as morais romanas e tinha uma oposição inerente a tradições religiosas antigas. Seus motivos para se opor ao maniqueísmo também se aplicaram ao seu alvo seguinte, o cristianismo.

### Grande Perseguição

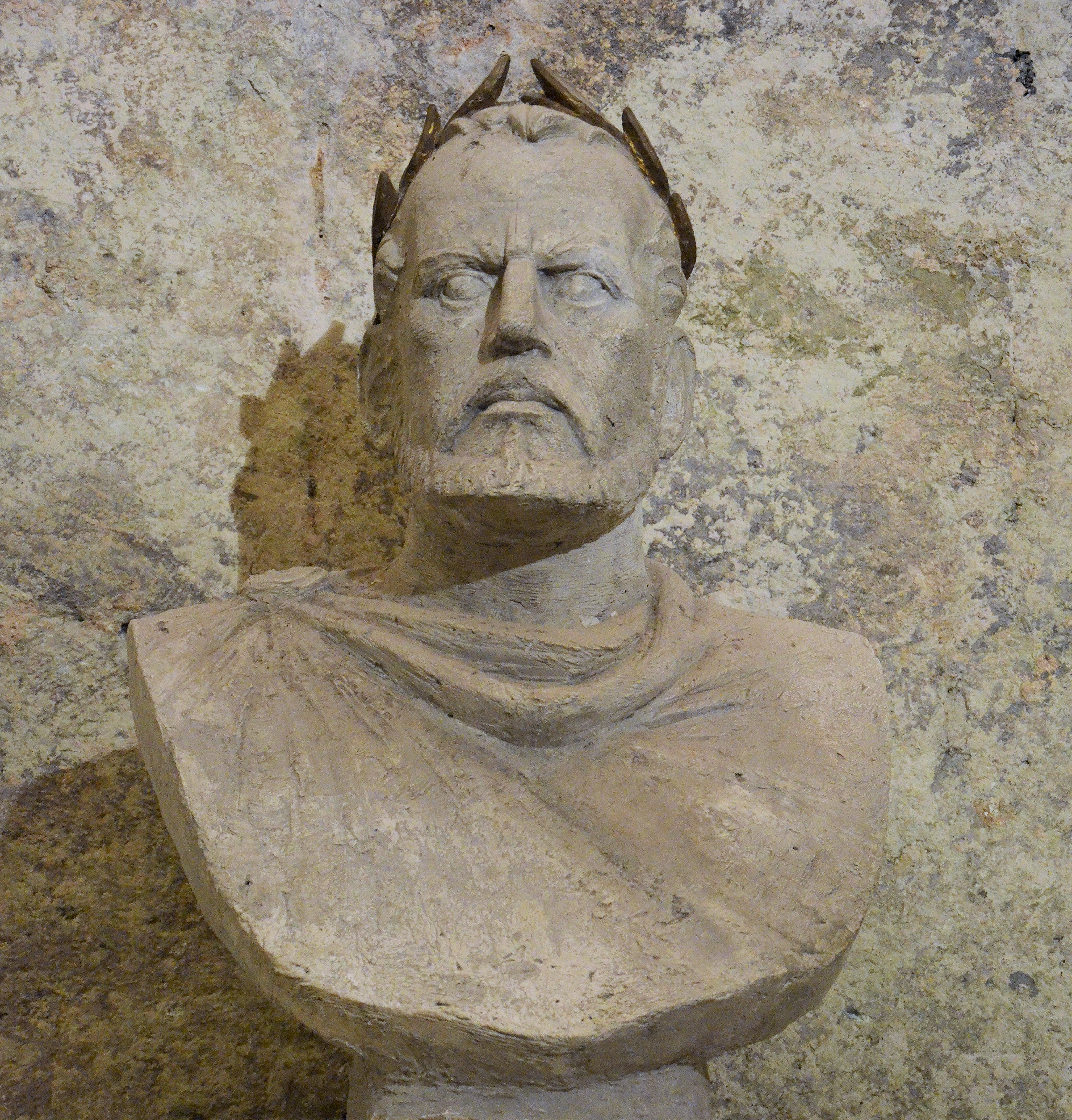
Busto de Diocleciano

Diocleciano voltou para Antióquia no outono de 302 e ordenou que o diácono Romão de Cesareia, a quem ele considerava um arrogante, tivesse sua língua cortada por desafiar ordens da corte e interromper rituais de sacrifício. Romão foi enviado para a prisão e executado em 17 de novembro de 303. O imperador deixou a cidade no inverno e seguiu para a Nicomédia junto com Galério. Segundo Lactâncio, Diocleciano e Galério tiveram uma discussão sobre a política imperial em relação aos cristãos enquanto passavam o inverno de 302 para 303 na Nicomédia. Diocleciano argumentou que proibir cristãos de se envolverem na burocracia e em questões militares seria o suficiente para satisfazer os deuses, porém Galério defendia seu extermínio. Os dois procuraram conselhos do oráculo de Apolo em Dídimos. O oráculo respondeu que ímpios na Terra impediam Apolo de proporcionar conselhos. Membros da corte informaram Diocleciano que esses ímpios só poderiam ser os cristãos do império. O imperador, a pedido da corte, cedeu aos pedidos por uma perseguição universal.
O imperador ordenou em 23 de fevereiro de 303 que uma recém-construída igreja na Nicomédia fosse arrasada. Ele exigiu que seus escritos fossem queimados e tomou posse de suas preciosas lojas para o tesouro imperial. No dia seguinte foi publicado seu primeiro "Édito contra os Cristãos". Este ordenava a destruição de escritos e locais de culto cristãos, além de proibir os cristãos de se reunirem para realizarem o culto. Um incêndio destruiu parte do palácio imperial no final do mês. Galério convenceu Diocleciano que os culpados eram cristãos que tinham conspirado com os eunucos do palácio. Uma investigação oficial foi instaurada, porém nenhum responsável foi encontrado. Mesmo assim, os eunucos Doroteu e Gorgônio foram executados. Outro, chamado Pedro Cabiculário, foi despojado, içado e açoitado, depois sal e vinagre foram jogados em seus ferimentos, com ele sendo fervido lentamente até morrer. As execuções continuaram até pelo menos 24 de abril, quando seis pessoas foram decapitadas, incluindo o bispo Antimo. Um segundo incêndio ocorreu dezesseis dias depois do primeiro e Galério partiu para Roma, declarando que Nicomédia não era segura. Diocleciano partiu pouco depois.
Outros éditos foram emitidos ditando a prisão de clérigos e atos de sacrifício, porém eles acabaram falhando em seu objetivo principal, pois muitos cristãos escaparam de punição e os pagãos de forma geral não simpatizavam com a perseguição. O sofrimento dos mártires acabou fortalecendo a determinação dos cristãos. Maximiano e Constâncio não aplicaram os éditos persecutórios posteriores e deixaram os cristãos do ocidente em paz. Galério rescindiu os éditos em 311, anunciando que a perseguição tinha fracassado em trazer os cristãos de volta para a religião tradicional. A apostasia de alguns cristãos e a entrega de escritos durante a perseguição desempenhou um papel central nas origens do donatismo. Constantino, vinte e cinco anos depois do início da perseguição, se converteria ao cristianismo e governaria o império sozinho. Ele reverteu as consequências dos éditos e devolveu as propriedades cristãs confiscadas. O cristianismo se tornaria a religião de preferência no império sob Constantino.

## Fim de vida

### Doença e abdicação
Diocleciano entrou em Roma no inverno de 303. Ele celebrou o vigésimo aniversário de seu reinado em 20 de novembro junto com Maximiano, além do décimo aniversário da tetrarquia e um triunfo pela guerra contra a Pérsia. O imperador logo ficou impaciente com a cidade, pois os habitantes o estavam tratando com uma "familiaridade licenciosa", segundo Lactâncio. O povo da cidade não deu deferência suficiente para sua autoridade, já que era esperado que ele desempenhasse o papel de governante aristocrático, não monárquico. Diocleciano deixou Roma em 20 de dezembro e foi para o norte. Ele nem chegou a realizar as cerimônias o investindo com seu nono consulado, realizando-as em vez disso em Ravena em 1º de janeiro de 304. Lactâncio e a Panegyrici Latini sugerem que Diocleciano fez arranjos ainda em Roma para que ele e Maximiano se aposentassem no futuro. Segundo esses mesmos relatos, Maximiano jurou cumprir os planos de Diocleciano durante uma cerimônia no Templo de Júpiter Capitolino.
Depois de Ravena, Diocleciano foi para o Danúbio. Lá participou de outra campanha contra os carpos, possivelmente junto de Galério. O imperador pegou uma pequena enfermidade durante a campanha, porém sua condição piorou rapidamente e ele escolheu viajar em uma liteira. Diocleciano partiu para Nicomédia no verão. Ele apareceu em público em 20 de novembro de 304 para dedicar a inauguração ao lado do palácio imperial, desmaiando pouco depois das cerimônias. Diocleciano permaneceu dentro do palácio durante todo o inverno de 304 para 305. Rumores surgiram dizendo que sua morte estava sendo mantida em segredo até que Galério pudesse chegar para assumir o poder na cidade. Pareceu que ele tinha realmente morrido em 13 de dezembro, com a cidade entrando em um período de luto que só terminou depois de declarações públicas de que o imperador ainda estava vivo. Diocleciano reapareceu publicamente em 1º de março de 305, porém estava magro e quase irreconhecível.
Galério chegou em Espalato no final de março. Segundo o relato de Lactâncio, ele estava com planos para reconstituir a tetrarquia, fazer Diocleciano abdicar e encher a corte de homens que iriam seguir seus desejos. Diocleciano acabou sendo convencido a concordar com a ideia. Lactâncio também afirmou que Galério tinha conseguido fazer o mesmo anteriormente com Maximiano em Sirmio. Diocleciano convocou uma assembleia de seus generais, tropas de companhia tradicionais e representantes de legiões distantes para o dia 1º de maio. Eles se reuniram no mesmo morro próximo da Nicomédia em que ele tinha sido proclamado imperador, com Diocleciano discursando para os presentes na frente de uma estátua de Júpiter, sua divindade patrona. Chorando, ele lhes contou sobre sua fraqueza, necessidade de descansar e vontade de abdicar, além de que havia a necessidade de passar o poder imperial para alguém mais forte. Diocleciano assim se tornou o primeiro imperador romano da história a abdicar voluntariamente.
A maioria dos presentes esperavam que Constantino e Magêncio, os únicos filhos dos novos imperadores Constâncio e Galério, dois homens que estavam sendo preparados há décadas para sucederem seus pais, receberiam o título de césar. Constantino tinha viajado pela Síria à direita de Diocleciano e estava presente no palácio da Nicomédia em 303 e 305. É provável que Magêncio tenha recebido um tratamento similar. Segundo Lactâncio, toda a multidão se virou para Constantino quando Diocleciano anunciou que iria abdicar. Entretanto, Valério Severo e Maximino Daia foram declarados como os novos césares. Maximino apareceu e assumiu os mantos de Diocleciano, com Severo recebendo seus mantos de Maximiano no mesmo dia em Mediolano. Constantino e Magêncio acabaram praticamente ignorados na sucessão de poder.

### Aposentadoria e morte

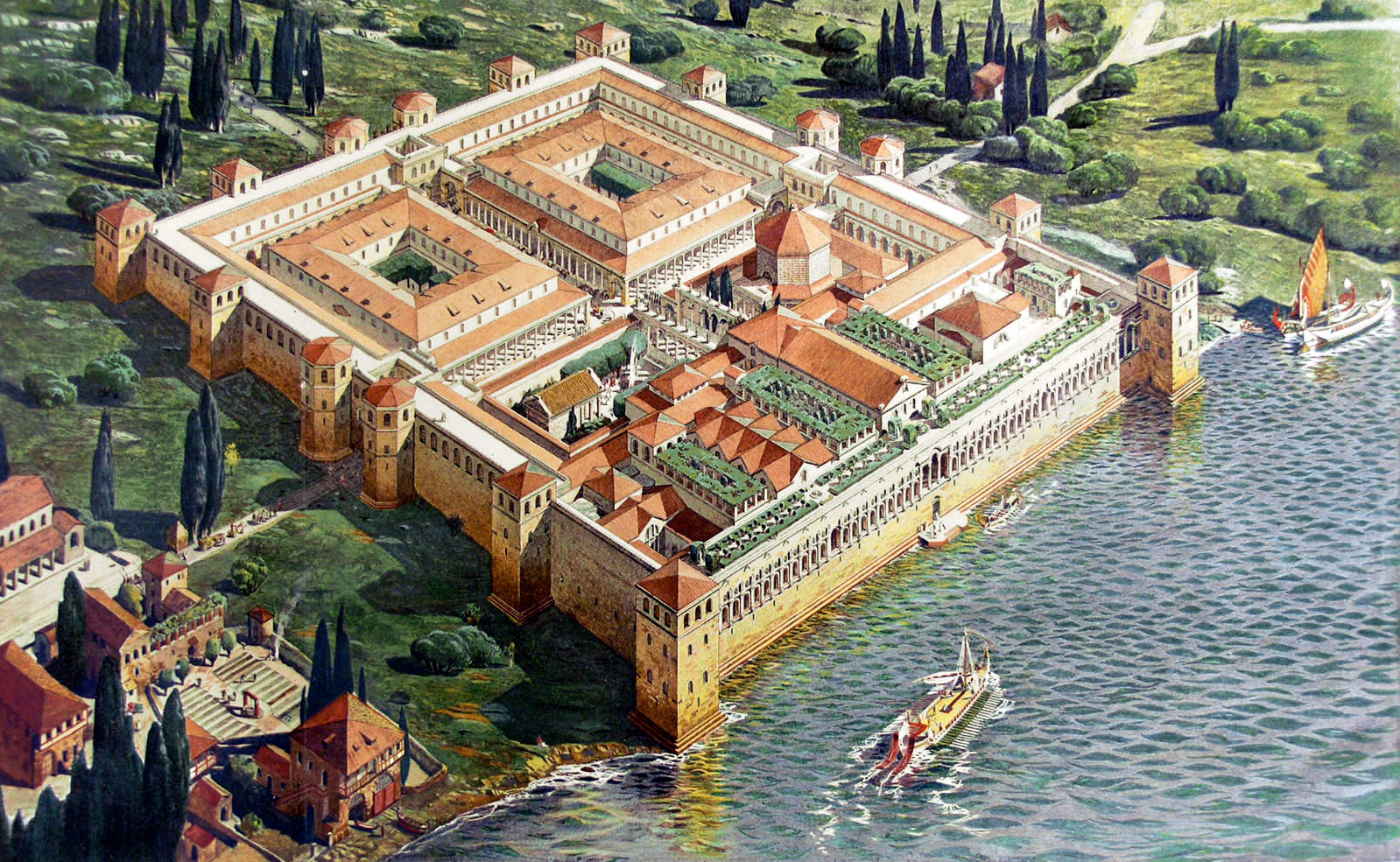
Ilustração de Ernest Hébrard em 1912 da aparência original do Palácio de Diocleciano

Diocleciano voltou para sua terra natal na Dalmácia, indo morar em um enorme palácio que tinha construído nas margens do Mar Adriático. Maximiano, por sua vez, foi morar em vilas na Campânia ou Panônia. Suas novas casas eram distantes da vida política, porém mesmo assim os dois estavam próximos o bastante para manterem contato regular um com o outro.
Galério assumiu as fasces consulares em 308 tendo Diocleciano como seu colega. Galério encontrou-se com Diocleciano em Carnunto no outono de 308. Este e Maximiano estiveram presentes em 11 de novembro para testemunhar Galério nomear Licínio como imperador após Severo ter sido morto por Magêncio. Diocleciano também ordenou que Maximiano, que tinha tentado retomar o poder, encerrasse sua nova reivindicação. O povo de Carnunto implorou para que Diocleciano retornasse ao poder a fim de resolver os conflitos que tinham surgido com a ascensão de Constantino e usurpação de Magêncio, porém ele gentilmente recusou.
Diocleciano viveu por mais alguns anos, passando a maior parte de seus dias passeando pelos jardins de seu palácio. Ele viu o sistema tetrárquico ruir diante das ambições de seus sucessores. Também ouviu sobre uma nova tentativa de Maximiano para retomar o poder, o suicídio forçado deste e seu damnatio memoriae. As estátuas e retratos de seu antigo companheiro Maximiano acabaram sendo derrubados e destruídos dentro de seu próprio palácio. Diocleciano morreu em 3 de dezembro de 311 (ou de 312) em decorrência de uma doença desconhecida, com alguns chegando a propor que ele tirou a própria vida em desespero pela situação do império. Por outro lado, outros propuseram que nessa altura ele já não se importava mais com a política romana e morreu contente.

## Reformas

### Tetrárquica e ideológica

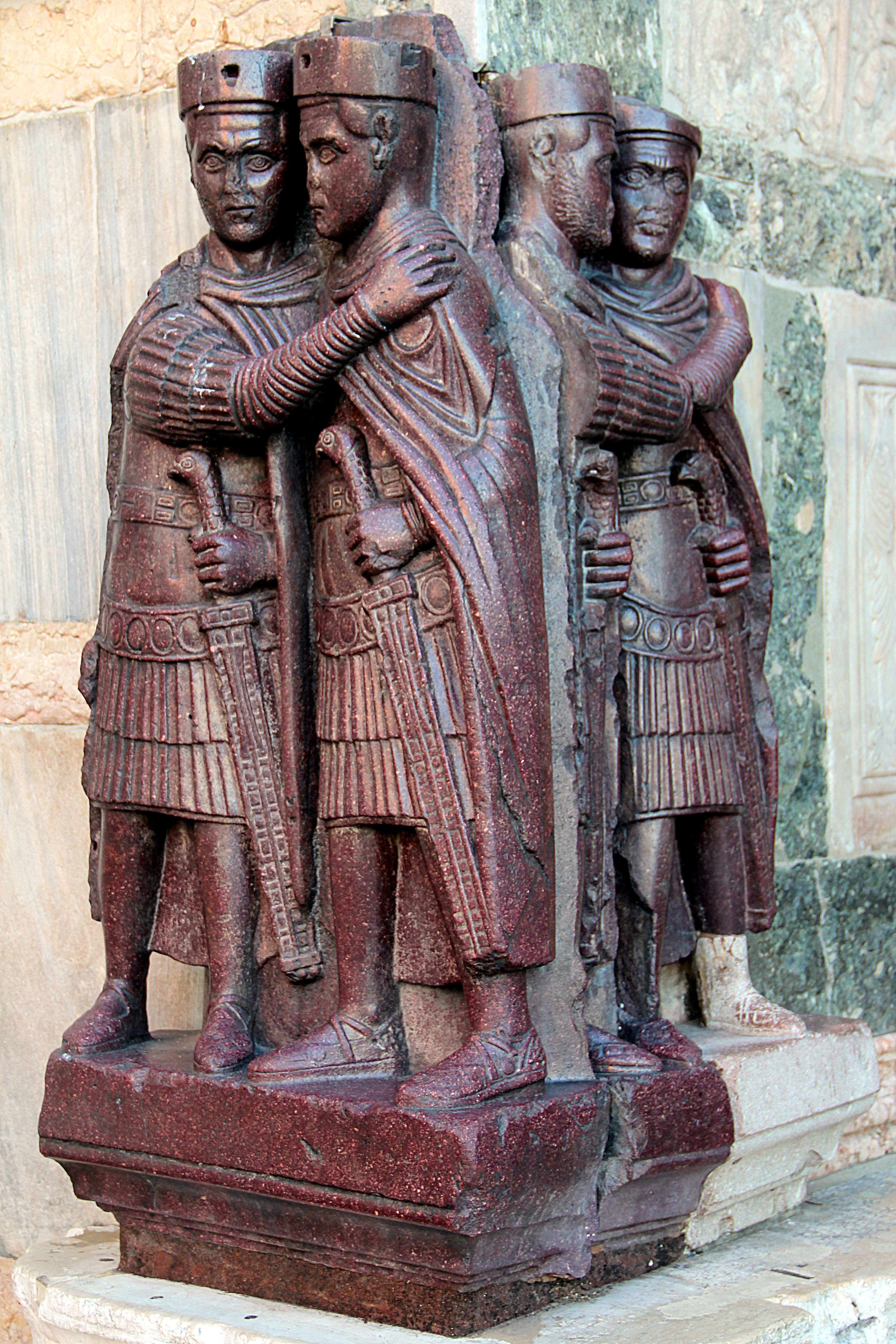
Pórfiro dos tetrarcas

Diocleciano enxergou seu trabalho como de um restaurador, uma figura de autoridade cujo dever era devolver a paz ao império, recriar estabilidade e justiça onde hordas bárbaras as tinham destruído. Ele arrogou, arregimentou e centralizou a autoridade política em uma escala massiva. Suas políticas forçaram um sistema de valores sobre populações provinciais diversas e frequentemente não receptivas. A propaganda do período deturpava e minimizava a história recente a serviço da temática dos tetrarcas como restauradores. As realizações de Aureliano foram ignoradas, a Revolta de Caráusio foi datada para o reinado de Galiano e foi implicado que os tetrarcas armaram a derrota de Aureliano para os palmirenas. O período entre Galiano e Diocleciano foi efetivamente apagado. A história do império antes da tetrarquia foi retratada como uma época de guerra civil, despotismo selvagem e ruína imperial. Os tetrarcas, nas inscrições com seus nomes, eram chamados de "restauradores do mundo inteiro" e homens que conseguiram "derrotar as nações de bárbaros e confirmar a tranquilidade de seu mundo". Diocleciano também foi chamado de "fundador da paz eterna". O tema de restauração era conjunto com uma ênfase da singularidade das realizações dos próprios tetrarcas.
As cidades de Mediolano, Augusta dos Tréveros, Arelate, Sirmio, Sérdica, Salonica, Nicomédia e Antióquia, locais em que os imperadores viviam frequentemente, foram tratadas como a sedes imperiais, excluindo Roma e sua elite senatorial. Foi desenvolvido um novo estilo de cerimônia que enfatizava a distinção do imperador em relação aos outros cidadãos. Os ideais quase republicanos do "primeiro entre iguais" de Augusto foram abandonados. Diocleciano passou a usar coroas douradas e joias, proibindo o uso de roupas púrpuras a todos que não fossem os imperadores. Seus súditos passaram a serem obrigados a prostrar-se em sua presença, com aqueles mais afortunados recebendo o privilégio de beijar a bainha de suas vestes. Circos e basílicas foram projetados para manter o rosto do imperador permanentemente à vista e sempre em uma posição de autoridade. O imperador assim se tornou uma figura de autoridade transcendente, um homem além do alcance das massas. Cada aparição sua era arranjada. Esse sistema de apresentação não era totalmente novo, com muitos de seus elementos já tendo sido vistos em reinados anteriores, porém durante a tetrarquia eles foram refinados em um sistema explícito.

### Administrativas
O conselho de Diocleciano também diferia de seus predecessores, seguindo de acordo com sua mudança de ideologia de republicanismo para autocracia. Ele destruiu a ilusão de Augusto do governo imperial como uma questão cooperativa compartilhada entre imperador, Senado e Exército. No seu lugar ele estabeleceu uma estrutura autocrática, uma mudança depois enfatizada por seu nome institucional: seria chamado de consórcio, não conselho. Diocleciano regulou sua corte ao distinguir departamentos separados para funções diferentes. Desta estrutura surgiram cargos de diferentes mestres, como o mestre dos ofícios, e secretariados associados. Os ocupantes desses cargos eram adequados para lidar com petições, pedidos, correspondências, assuntos jurídicos e embaixadas estrangeiras. Diocleciano manteve um corpo permanente de conselheiros jurídicos dentro de sua corte. Havia também dois ministros da economia que lidavam com órgãos separados para o tesouro público e os domínios pessoais do imperador. Diocleciano reduziu a guarda pretoriana ao nível de uma guarnição e diminuiu os poderes de seu prefeito, apesar de o cargo ainda reter grande influência. O prefeito pretoriano mantinha uma equipe de centenas e cuidava de assuntos em todos os segmentos do governo, frequentemente sendo o segundo em comando, abaixo apenas do imperador.
Diocleciano implementou um enorme aumento do número de burocratas no comando do governo. Lactâncio chegou a afirmar que havia mais homens usando dinheiro coletado por impostos do que homens pagando os mesmos impostos. O historiador Warren Treadgold estimou que o número de pessoas no serviço público durante o reinado de Diocleciano dobrou de quinze para trinta mil. Roger S. Bagnall estimou que existia um burocrata para cada cinco a dez mil habitantes do Egito, baseado no número de quatrocentos a oitocentos burocratas para uma população de quatro milhões. A. H. M. Jones, por sua vez, fala em um total de trinta mil burocratas para uma população de cinquenta a 65 milhões de habitantes em todo o império, deixando a média imperial em um burocrata para cada 1,6 a 2,1 mil habitantes. Entretanto, a proporção variava em cada região de acordo com as províncias e populações locais. Funcionários provinciais e diocesanos ficavam entre treze e quinze mil baseados em suas equipes, que eram organizadas por lei, com o restante ficando com o imperador, os prefeitos pretorianos ou com oficiais de suprimentos de grãos nas capitais e em cidades centrais das províncias.
O número de províncias dobrou de cinquenta para quase cem a fim de dificultar a possibilidade de usurpações locais, facilitar a coleta de impostos e suprimentos e também facilitar a aplicação da lei. As províncias foram agrupadas em doze dioceses, cada uma governada por um vigário. Algumas das divisões provinciais necessitaram de revisões, sendo logo modificadas em 293 ou no início do século IV. A disseminação da lei imperial pelas províncias foi facilitada pelas reformas estruturais de Diocleciano, pois agora um número maior de presidentes governava sobre regiões e populações menores. As reformas também alteraram a função principal dos presidentes para o oficial que presidia os tribunais inferiores: enquanto no início do Império Romano funções militares e judiciais eram desempenhadas por presidentes, com promagistrados supervisionando os impostos, sob o novo sistema os vigários e presidentes ficaram responsáveis pelas funções judiciais e de impostos, com uma nova classe de duques atuando independentemente do serviço público e com um comando militar. Estes duques algumas vezes administravam algumas das novas províncias criadas, com suas forças ficando entre dois mil e vinte mil homens. Os presidentes também eram os responsáveis pela manutenção do serviço postal e por garantir que os conselhos municipais cumprissem com seus deveres.

### Jurídicas

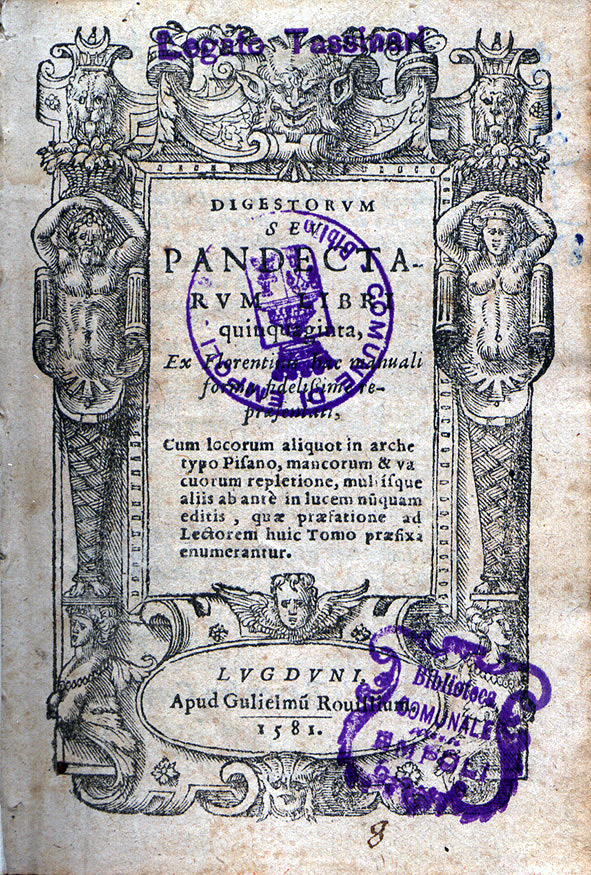
Republicação de 1581 do Corpus Juris Civilis de Justiniano, muito baseado nos códices criados e publicados sob Diocleciano

Boa parte da rotina de Diocleciano, assim como imperadores anteriores, girava ao redor de assuntos jurídicos, como responder a apelos e petições ou entregar decisões sobre questões em disputa. Rescritos, interpretações autoritárias emitidas pelo imperador em resposta a exigências de disputantes tanto em casos públicos quanto privados, eram um dever comum de imperadores dos séculos II e III. Diocleciano ficava inundado de papelada e era quase incapaz de delegar suas funções, porém ignorá-la seria visto como negligência do dever. Seus prefeitos pretorianos Afrânio Hanibaliano, Júlio Asclepiodoto e Aurélio Hermogeniano ajudavam na regulamentação do fluxo e apresentação de tal papelada, porém o enorme legalismo enraizado na cultura romana mantinha o trabalho constantemente pesado. Imperadores nos quarenta anos anteriores não conseguiram cuidar desses deveres de forma tão eficiente e sua emissão de rescritos foi baixa. Entretanto, Diocleciano era pródigo nessas questões, com mais de mil rescritos em seu nome tendo sobrevivido ao tempo, representando apenas uma pequena porção da emissão total. Esse aumento vertiginoso foi interpretado como evidência de seu esforço para realinhar o império nos termos ditados pelo centro imperial.
O governo imperial, sob juristas como Gregório, Aurélio Arcádio e Hermogeniano, começou a emitir livros oficiais de precedentes, coletando e listando todos os rescritos que tinham sido publicados desde o reinado de Adriano até Diocleciano. O Código Gregoriano inclui rescritos até 292, enquanto o Código Hermogeniano foi atualizado com uma ampla coleção de rescritos dos anos de 293 e 294. O ato em si de codificação era uma enorme mudança dada a estrutura baseada em precedentes da jurisprudência romana, porém os próprios juristas eram conservadores e frequentemente checavam práticas e teorias passadas para orientação. Eles provavelmente tinham mais liberdade sobre seus códigos do que os posteriores compiladores do Código Teodosiano de 438 ou do Código Justiniano de 529. Os códigos de Gregório e Hermogeniano não tinham uma estrutura tão rígida quanto seus sucessores, não tendo sido publicados no nome de seu imperador, mas nos seus próprios.
Os presidentes provinciais, após as reformas de Diocleciano, passaram a ser chamados de juízes. O presidente ficou responsável por suas decisões primeiro para seus superiores imediatos, além também para o mais distante cargo do imperador. É mais provável que nessa época os registros judiciários tenham se tornado relatos palavra por palavra do que fora dito no julgamento, o que facilitava determinar se existia parcialidade ou conduta inadequada por parte do presidente. As autoridades imperiais, por meio desses registros e com o direito universal de recurso que o império possuía, tinham grande poder para forçar padrões de comportamento sobre seus juízes. As reestruturações provinciais, entretanto, não ficaram muito claras, apesar das tentativas de reforma de Diocleciano, especialmente quando cidadãos entravam com recursos sobre as decisões de seus presidentes. Procônsules, por exemplo, frequentemente eram tribunais de primeira instância e recebedores de pedidos de recurso, enquanto presidentes de algumas províncias assumiam recursos de seus vizinhos. Logo ficou impossível não levar alguns casos diante do próprio imperador em busca de arbitração e julgamento.

### Militares
É arqueologicamente difícil distinguir as fortificações de Diocleciano daquelas de seus predecessores e sucessores. Por exemplo, os Diques do Diabo, uma série de aterros e fortificações no rio Danúbio tradicionalmente atribuídos a Diocleciano, não podem ser datados com segurança para um século específico. O que mais pode ser dito sobre estruturas construídas durante seu reinado é que ele reconstruiu e fortaleceu fortes ao longo da linha Reno-Iller-Danúbio, no Egito e na fronteira com a Pérsia. Além disso, boa parte das discussões são especulativas e dependem de generalizações das fontes escritas. Diocleciano e os tetrarcas não tinham um plano consistente para avanços na fronteira, e registros de ataques e fortes construídos nas regiões fronteiriças provavelmente indicam apenas reivindicações temporárias. A Estrada Diocleciana ao longo da fronteira oriental representa o sistema fronteiriço diocleciânico clássico, formado por uma estrada seguida por fortes bem espaçados e depois por mais fortificações na retaguarda.
Lactâncio criticou Diocleciano por um enorme aumento no número de soldados, declarando que "cada um dos quatro [tetrarcas] se esforçou para ter um número muito maior de tropas do que imperadores anteriores quando estavam governando o estado sozinhos". O historiador pagão Zósimo do século V, por outro lado, elogiou Diocleciano por manter tropas nas fronteiras em vez de em cidades, como Constantino tinha feito. Essas duas opiniões têm suas verdades, apesar da parcialidade de seus autores: os tetrarcas realmente muito expandiram o exército e o crescimento ocorreu principalmente nas regiões fronteiriças, porém é difícil estabelecer detalhes precisos dessas mudanças pela carência de fontes. O Exército Romano tinha por volta de 390 mil soldados em 285, tendo se expandido para um contingente de aproximadamente 580 mil, dos quais 311 mil ficavam no oriente, principalmente na fronteira com a Pérsia. A marinha cresceu de aproximadamente 46 mil marinheiros para por volta de 64 mil.
O aumento do tamanho do serviço público e das forças militares significou que a carga tributária do império também aumentou, especialmente porque o exército era o maior fardo no orçamento imperial. A proporção da população adulta masculina servindo no exército cresceu de aproximadamente um em cada 25 para um em cada quinze, um aumento que historiadores modernos consideraram excessivo. Salários oficiais para as tropas permaneceram baixos e muitos soldados acabavam recorrendo a extorsões ou a trabalhos civis. Pagamentos atrasados se tornaram a norma para a maioria das tropas, com muitos recebendo pagamentos em bens como salários. Diocleciano foi forçado a elaborar um novo sistema de impostos, porque caso não conseguisse pagar seu exército, provavelmente haveria um conflito civil ou revolta aberta.

### Econômicas

#### Impostos
Diocleciano introduziu um novo sistema de impostos baseado em cabeças e terras e relacionado com um novo censo regular da população e riqueza do império. Funcionários do censo viajavam por todo o império, avaliavam o valor do trabalho e terra de cada fazendeiro e somavam os números de cada um para produzir números totais de cabeças e terras para cada cidade. Não havia uma medida consistente de terra e ela variava de acordo com o tipo de terra, colheita e trabalho necessário para sua sustentabilidade. Também não havia uma medida consistente para cabeças, com mulheres, por exemplo, sendo frequentemente avaliadas como meia-cabeça e algumas vezes como outros valores. Cidades iriam pagar seus impostos com animais, dinheiro e mão de obra em proporção ao valor de sua cabeça, enquanto grãos seriam entregues em proporção à terra.
A maior parte dos impostos deveria ser paga anualmente no dia 1º de setembro e eram cobrados de fazendeiros individuais por um oficial chamado decurião. Estes eram responsáveis por cobrirem com seu próprio dinheiro qualquer valor que não tivesse sido coletado da população. As reformas de Diocleciano também aumentaram o número de autoridades financeiras nas províncias, com um maior número de funcionários desse tipo sendo atestados durante o reinado de Diocleciano do que sob imperadores anteriores. Esses cargos administravam as propriedades imperiais e supervisionavam a coleta de renda. Flutuações no valor da moeda faziam com que a coleta de impostos em bens fosse a norma, porém isso podia ser convertido em dinheiro. As taxas variavam de acordo com a inflação. O imperador emitiu um édito em 296 reformando os procedimentos do censo. Ele instaurava um censo de todo o império a cada cinco anos, substituindo os censos periódicos anteriores que operavam em velocidades diferentes de acordo com a região. O objetivo dos censos era acompanhar as mudanças de cabeças e terras. A Itália há muito era isenta de impostos, porém ela passou a ser taxada como qualquer outra província a fim de estabelecer um sistema igualitário. A única exceção foi a própria Roma e um raio de 161 quilômetros a partir do centro da cidade.
Registros públicos de todos os impostos foram estabelecidos para melhorar a transparência de todo o sistema, assim os contribuintes tinham meios para saber exatamente quanto seus vizinhos tinham pagado. A posição de decurião há muito tempo era uma honra buscada por aristocratas ricos, porém sob Diocleciano suas requisições de coleção de impostos tornaram-se muito mais rígidas. Decuriões e tesouros municipais poderiam ir à falência caso a arrecadação diminuísse. A população romana estava acostumada ao sistema de coleta irregular e ineficiência, precisando passar por um período de adaptação desconfortável em razão das reformas de Diocleciano. Mesmo assim, as classes inferiores foram capazes de pagar o que deviam. Os benefícios desse novo sistema logo ficaram claros: os impostos eram previsíveis, regulares e justos. Além disso, os cidadãos romanos do século IV perderam o medo de ocupações externas por sentirem-se seguros dentro das fronteiras mantidas por seus impostos.

#### Moeda e inflação

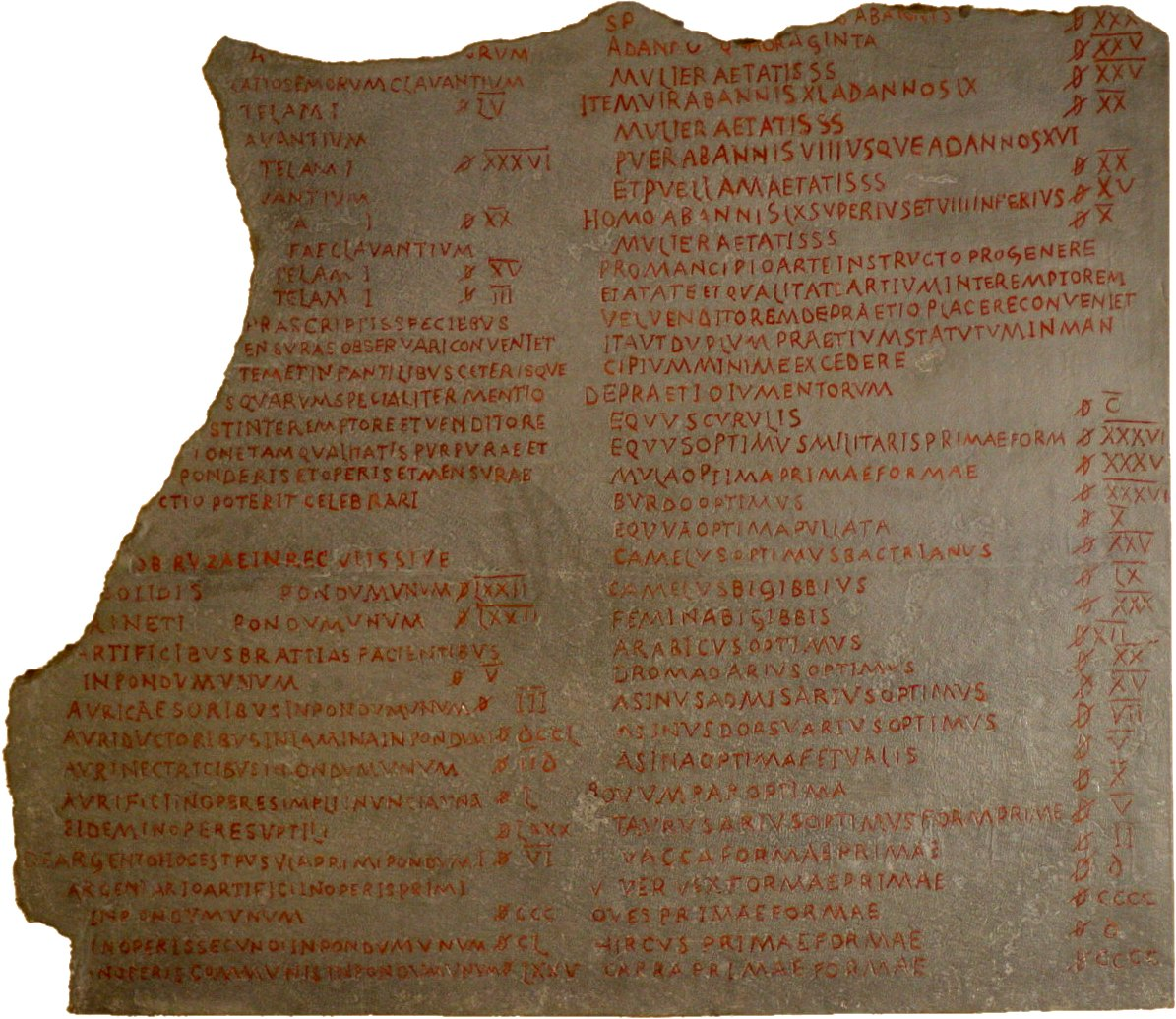
Fragmento do Édito Máximo

As forças do mercado tinham criado na década de 280 uma taxa de câmbio estável entre o áureo e o antoniniano, estabilizando de certa forma os preços de commodities. O antoniniano tinha se tornado o padrão médio de câmbio e tinha o valor de um sessenta milésimos de uma libra de ouro. A inflação mesmo assim permaneceu um problema. Diocleciano iniciou uma reforma monetária mais compreensiva em 293 depois de um breve período de inflação. O novo sistema era formado por cinco moedas: o áureo, feito de ouro, que pesava um sexagésimo de libra; o argento, que pesava um noventa e seis avos de libra e continha 95 por cento de prata pura; o fólis, feito de cobre com um pouco de prata à taxa de trinta e dois por libra; o radiato, uma pequena moeda de cobre sem prata e com um índice de cento e oito por libra; e uma moeda conhecida hoje como laureato B, ainda menor feita de cobre com um índice de cento e noventa e dois por libra. O denário parou de ser cunhado, porém os valores das novas moedas continuaram a serem medidos em relação a ele.
Entretanto, o sistema enfrentou problemas em 301, prejudicado por um novo surto na inflação. Diocleciano assim emitiu o Édito sobre Moedas, reajustando todas as dívidas para que assim a moeda mais comum em circulação perdesse metade de seu valor. O édito declarava que todas as dívidas contraídas antes de 1º de setembro de 301 deveriam ser pagas nos valores antigos, enquanto aquelas contraídas após essa data já estariam sob os novos padrões. O édito aparentemente foi emitido em uma tentativa de preservar o valor do ouro e manter a cunhagem em prata, que era a moeda romana tradicional.
O Édito sobre Preços Máximos foi emitido dois ou três meses depois do édito sobre moedas, em algum momento entre 20 de novembro e 30 de dezembro de 301. Ele sobreviveu ao tempo em diferentes versões, escrito em madeira, pedra e papiro, sendo a inscrição em latim mais bem preservada oriunda do leste grego. Diocleciano declarou no édito que a crise nos preços tinha suas origens na ganância desenfreada de mercadores e resultou em problemas para a população comum. O linguajar do édito pede para as pessoas relembrarem da benevolência de seus líderes e os exorta a fazer cumprir as disposições do édito, dessa forma restaurando a perfeição do mundo. O édito então lista em detalhes mais de mil bens e seus preços de varejo que não deviam ser excedidos. Penalidades também foram estabelecidas para transgressões.
Entretanto, o Édito sobre Preços Máximos em essência ignorava a lei da oferta e da procura, deixando de levar em conta que preços podiam variar de região em região de acordo com a disponibilidade e demanda. Ele também ignorava o impacto que custos de transporte tinham sobre os preços de varejo. O historiador David Potter chegou a afirmar que o édito era "um ato de loucura econômica". O historiador Roger Rees comentou que o fato de o édito começar com um longo preambulo retórico implica ao mesmo tempo uma postura moralizante, bem como um fraco domínio da economia, talvez simplesmente possuindo a ilusão de que criminalizar uma prática bastasse para detê-la.
Não há um consenso sobre quão eficientemente o édito foi aplicado. Inflação, especulação e instabilidade monetária supostamente continuaram, com um mercado negro surgindo. As punições do édito foram aplicadas desigualmente, com alguns historiadores acreditando que só foram aplicadas nas áreas sob o jugo de Diocleciano. Sua resistência foi enorme e ele acabou abandonado, talvez até apenas um ano depois de sua emissão. Lactâncio escreveu que produtos deixaram de serem vendidos em mercados, que brigas costumavam ocorrer por variações nos preços e que mortes ocorreram quando suas provisões foram aplicadas. É possível que seu relato seja verdadeiro, porém historiadores modernos o consideram exagerado e hiperbólico, com o impacto do édito não sendo registrado em nenhuma outra fonte antiga.

## Legado

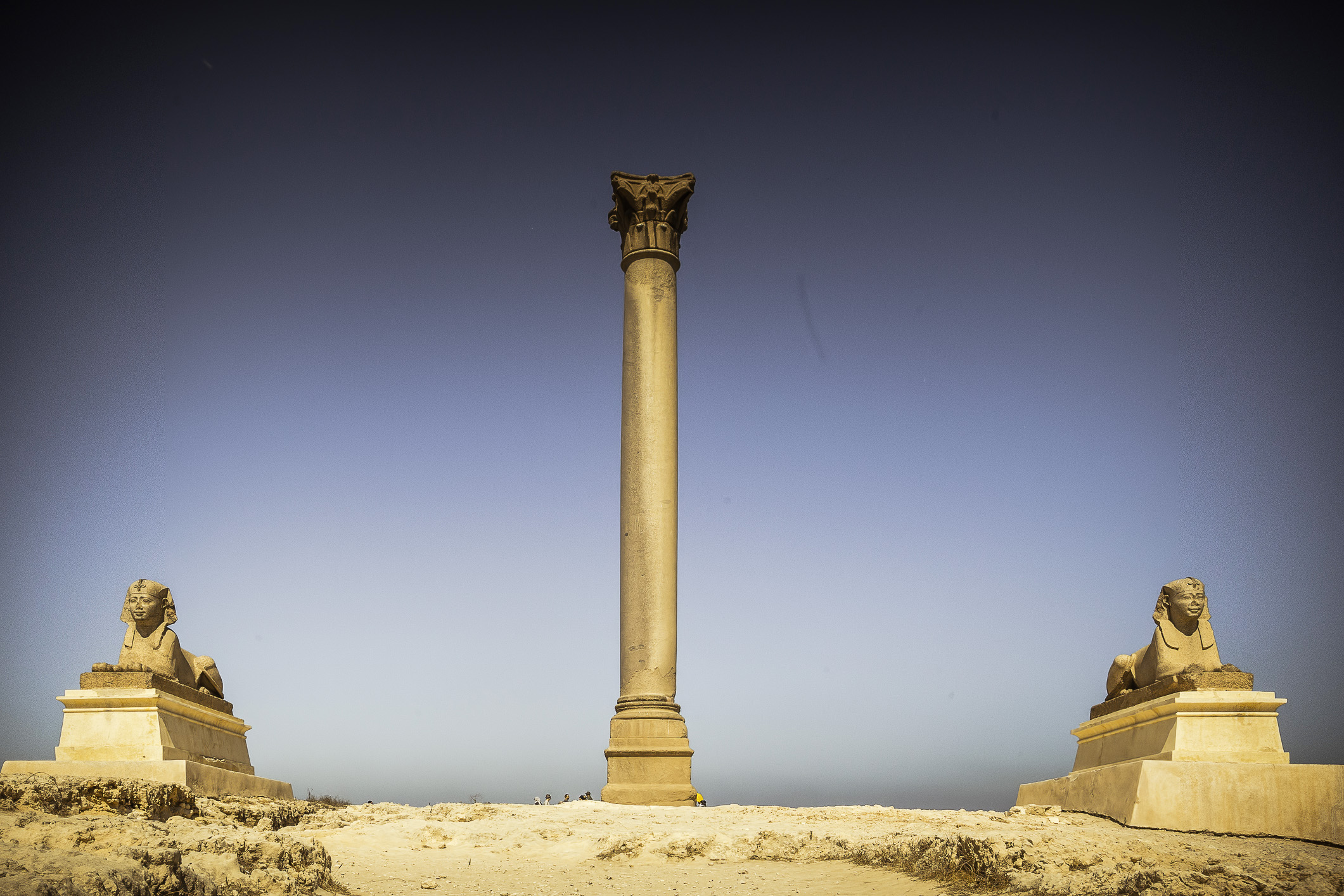
Pilar em homenagem a Diocleciano no Serapeu de Alexandria, no Egito

O historiador A. H. M. Jones comentou que "Talvez a maior realização de Diocleciano foi que ele reinou por vinte e um anos e então abdicou voluntariamente, passando o restante de seus anos em uma aposentadoria pacífica". Diocleciano foi um dos pouquíssimos imperadores dos séculos III e IV a morrer de causas naturais e o primeiro a se aposentar voluntariamente. Entretanto, o sistema da Tetrarquia ruiu depois de ele abdicar e o império frequentemente caiu em guerra civil sem sua presença. A estabilidade só retornou após 324, quando Constantino emergiu vitorioso. Todas as realizações de Diocleciano foram repudiadas sob o cristão Constantino, porém o reinado deste validou essas realizações e o princípio autocrático que ele representava. As fronteiras permaneceram seguras, mesmo com os enormes gastos militares de Constantino durante suas guerras civis; a transformação burocrática do governo romano foi completada e Constantino deixou as cerimônias da corte de Diocleciano ainda mais extravagantes.
Constantino abandonou o objetivo de Diocleciano de tentar preservar uma cunhagem em prata estável, em vez disso cunhando uma nova moeda de ouro chamada soldo que se tornou a principal do império. O paganismo de Diocleciano foi repudiado em favor do cristianismo patrocinado imperialmente, enquanto suas tentativas de controle de preços foram ignoradas. Entretanto, até mesmo o cristianismo ficou conectado com a estrutura estatal do Império Romano de modo autocrático, com Constantino reivindicando para si a mesma relação próxima com o Deus cristão que Diocleciano tinha reivindicado com Júpiter. Essa combinação de autocracia e religião estatais foi instaurada em boa parte da Europa, especialmente nas áreas que adotaram o cristianismo ortodoxo. Mais importante, o sistema de impostos e reformas administrativas de Diocleciano foram preservadas, com modificações, até meados da década de 630.

### Citações
1. ↑   Barnes 1982, pp. 30, 46; Bowman 2005, p. 68
2. ↑   Potter 2005, p. 648
3. ↑   Barnes 1982, p. 30; Williams 1997, pp. 237–238; Rees 2004, p. 86
4. ↑   Eutrópio c. 369, p. 19; Barnes 1981, p. 4; Bowman 2005, p. 68; Potter 2005, p. 280; Williams 1997, pp. 22–23
5. ↑   Wilkes 1992, p. 263
6. ↑   Zonaras c. 1200, p. 12.31; Southern 2001, p. 331; Williams 1997, p. 26
7. ↑   Williams 1997, p. 26
8. ↑   Williams 1997, p. 33
9. ↑   Williams 1997, p. 36
10. ↑   Harries 2012, p. 27
11. ↑   Barnes 1981, p. 4
12. ↑   Southern 2001, p. 133
13. ↑   Leadbetter 2001a; Barnes 1981, p. 4
14. ↑   Leadbetter 2001a; Potter 2005, p. 279
15. ↑   Potter 2005, pp. 279–280
16. ↑   Leadbetter 2001a
17. ↑   Barnes 1981, p. 4; Southern 2001, p. 133
18. ↑   Barnes 1981, p. 4; Leadbetter 2001a; Odahl 2004, p. 39; Williams 1997, p. 35
19. 1 2 3 4 5 6   Potter 2005, p. 280
20. ↑   Barnes 1981, p. 4; Bowman 2005, p. 68; Williams 1997, pp. 35–36
21. ↑   Barnes 1981, pp. 4–5; Odahl 2004, pp. 39–40; Williams 1997, pp. 36–37
22. ↑   Barnes 1981, pp. 4–5; Leadbetter 2001a; Odahl 2004, pp. 39–40; Williams 1997, p. 37
23. ↑   Cameron 1993, p. 31
24. ↑   Barnes 1982, p. 31; Bowman 2005, pp. 68–69; Potter 2005, p. 280; Southern 2001, p. 134; Williams 1997, p. 37
25. ↑   Barnes 1981, p. 5; Bowman 2005, p. 69; Potter 2005, p. 280; Southern 2001, p. 134
26. 1 2 3   Barnes 1981, p. 5
27. ↑   Barnes 1981, p. 5;  Bowman 2005, p. 69; Leadbetter 2001b; Southern 2001, pp. 134–135; Williams 1997, p. 38
28. ↑   Southern 2001, pp. 134–135; Williams 1997, p. 38
29. ↑   Barnes 1981, p. 5;  Bowman 2005, p. 69; Leadbetter 2001b
30. ↑   Barnes 1981, p. 5;  Bowman 2005, p. 69; Potter 2005, p. 280
31. ↑   Barnes 1981, p. 5; Williams 1997, pp. 37–38
32. ↑   Potter 2005, p. 280; Williams 1997, p. 37
33. ↑   Barnes 1981, p. 5;  Bowman 2005, p. 69; Odahl 2004, p. 40; Williams 1997, p. 38
34. ↑   Southern 2001, p. 135; Williams 1997, p. 38
35. ↑   Barnes 1981, p. 5; Bowman 2005, p. 69
36. ↑   Barnes 1981, p. 5; Barnes 1982, p. 50
37. ↑   Williams 1997, p. 41
38. ↑   Carrié & Rousselle 1999, p. 654
39. ↑   Barnes 1998, p. 46
40. ↑   Southern 2001, pp. 135, 331
41. ↑   Potter 2005, p. 281
42. ↑   Barnes 1981, pp. 5–6; Bowman 2005, p. 69; Barnes 1982, p. 113; Williams 1997, pp. 41–42
43. ↑   Barnes 1975, p. 46; Barnes 1981, pp. 5–6; Leadbetter 2001b; Southern 2001, p. 135; Williams 1997, p. 41
44. ↑   Leadbetter 2001b
45. ↑   Barnes 1975, p. 46; Barnes 1981, pp. 5–6; Leadbetter 2001b
46. ↑   Barnes 1981, p. 6; Southern 2001, p. 136
47. ↑   Barnes 1981, p. 6; Barnes 1982, p. 4; Bowman 2005, p. 69
48. ↑   Potter 2005, pp. 280–281
49. ↑   Barnes 1981, p. 6; Barnes 1982, p. 4; Bowman 2005, p. 69; Corcoran 2006, p. 40; Potter 2005, pp. 280–281; Williams 1997, pp. 43–45
50. ↑   Corcoran 2006, p. 40; Williams 1997, pp. 48–49
51. ↑   Potter 2005, p. 280; Southern 2001, p. 136; Williams 1997, p. 43
52. ↑   Bowman 2005, p. 69; Odahl 2004, pp. 42–43; Southern 2001, p. 136; Williams 1997, p. 45
53. ↑   Bowman 2005, p. 69; Southern 2001, p. 136
54. ↑   Bowman 2005, pp. 70–71; Corcoran 2006, p. 40; Liebeschuetz 1979, pp. 235–252, 240–243; Odahl 2004, pp. 43–44; Williams 1997, pp. 58–59
55. ↑   Barnes 1981, pp. 11–12; Bowman 2005, pp. 70–71; Corcoran 2006, p. 40; Odahl 2004, p. 43; Southern 2001, pp. 136–137; Williams 1997, p. 58
56. ↑   Barnes 1981, p. 11; Cascio 2005, p. 172
57. ↑   Williams 1997, pp. 58–59; Cascio 2005, p. 171
58. ↑   Barnes 1981, p. 6; Southern 2001, p. 137
59. ↑   Barnes 1981, p. 6; Barnes 1982, p. 50; Potter 2005, p. 281
60. ↑   Southern 2001, p. 143; Williams 1997, p. 52
61. ↑   Barnes 1981, p. 6; Potter 2005, pp. 281, 649
62. ↑   Barnes 1981, p. 6
63. ↑   Barnes 1981, p. 6; Barnes 1982, pp. 50–51; Potter 2005, pp. 281, 649
64. ↑   Barnes 1981, p. 6; Millar 1993, p. 177
65. ↑   Southern 2001, p. 242
66. ↑   Barnes 1982, p. 51; Bowman 2005, p. 73
67. ↑   Barnes 1981, p. 6; Bowman 2005, p. 73; Potter 2005, pp. 292, 651; Southern 2001, p. 143; Williams 1997, p. 52
68. ↑   Southern 2001, pp. 242, 360–361
69. ↑   Bowman 2005, p. 73; Millar 1993, pp. 180–181; Southern 2001, p. 143; Williams 1997, p. 52
70. ↑   Barnes 1981, pp. 6–7; Bowman 2005, pp. 70–71; Potter 2005, pp. 283–284; Southern 2001, pp. 137–141; Williams 1997, pp. 45–47
71. ↑   Southern 2001, p. 138; Potter 2005, p. 284
72. ↑   Southern 2001, pp. 138, 140
73. ↑   Williams 1997, pp. 61–62
74. ↑   Barnes 1981, p. 7; Corcoran 2006, p. 40; Potter 2005, p. 282; Southern 2001, pp. 141–142; Williams 1997, p. 48
75. ↑   Corcoran 2006, p. 40; Southern 2001, p. 142
76. ↑   Potter 2005, p. 281; Southern 2001, p. 142
77. ↑   Bowman 2005, p. 69
78. ↑   Barnes 1981, pp. 6–7; Bowman 2005, p. 69; Potter 2005, p. 282; Southern 2001, pp. 141–142; Williams 1997, pp. 47–48
79. ↑   Potter 2005, p. 649
80. ↑   Potter 2005, p. 282; Williams 1997, p. 49
81. ↑   Southern 2001, p. 141
82. ↑   Barnes 1981, p. 7; Bowman 2005, p. 71; Corcoran 2006, p. 40
83. ↑   Williams 1997, p. 62
84. ↑   Rees 2002, p. 31; Southern 2001, pp. 142–143; Williams 1997, p. 50
85. ↑   Barnes 1981, p. 7; Corcoran 2006, p. 40; Southern 2001, p. 143
86. ↑   Barnes 1982, p. 255; Southern 2001, p. 144
87. 1 2 3   Potter 2005, p. 285
88. ↑   Williams 1997, p. 63
89. ↑   Southern 2001, p. 144
90. ↑   Williams 1997, p. 78
91. ↑   Barnes 1981, pp. 7, 288; Potter 2005, pp. 284–285, 650; Southern 2001, p. 143; Williams 1997, p. 55
92. ↑   Southern 2001, p. 143; Williams 1997, p. 55
93. ↑   Barnes 1982, pp. 51–52; Potter 2005, pp. 285, 650
94. ↑   Barnes 1981, p. 8; Barnes 1982, p. 52; Potter 2005, p. 285
95. ↑   Barnes 1981, pp. 8, 288; Potter 2005, pp. 285, 650; Williams 1997, p. 56
96. ↑   Elsner 1998, p. 73
97. ↑   Barnes 1981, pp. 8, 288; Potter 2005, pp. 285, 650
98. 1 2   Barnes 1981, pp. 8–9; Barnes 1982, pp. 4, 36–38; Potter 2005, p. 288; Southern 2001, p. 146; Williams 1997, pp. 64–65
99. ↑   Barnes 1981, pp. 8–9; Williams 1997, p. 67
100. ↑   Southern 2001, p. 145
101. ↑   Corcoran 2006, pp. 45–46; Williams 1997, p. 67
102. ↑   Barnes 1981, pp. 8–9
103. ↑   Williams 1997, p. 74
104. ↑   Williams 1997, p. 75
105. 1 2   Odahl 2004, p. 59
106. ↑   Barnes 1981, p. 17; Williams 1997, pp. 76–77
107. ↑   Williams 1997, p. 76
108. ↑   Barnes 1981, p. 17; Odahl 2004, p. 59; Southern 2001, pp. 149–150
109. ↑   Carrié & Rousselle 1999, pp. 163–164
110. ↑   Williams 1997, p. 77
111. ↑   Carrié & Rousselle 1999, p. 163
112. ↑   Barnes 1981, p. 17; Southern 2001, pp. 160, 338
113. ↑   Barnes 1981, p. 17
114. ↑   DiMaio 1996
115. ↑   Barnes 1981, p. 17; DiMaio 1996
116. ↑   Barnes 1981, pp. 17–18; Southern 2001, p. 150
117. 1 2   Southern 2001, p. 150
118. ↑   Harries 1999, p. 173
119. ↑   Barnes 1981, pp. 17–18
120. ↑   Potter 2005, p. 292; Williams 2001, p. 69
121. ↑   Williams 2001, pp. 69–70
122. ↑   Barnes 1981, p. 17; Bowman 2005, p. 81; Potter 2005, p. 292; Southern 2001, p. 149
123. ↑   Eutrópio c. 369, pp. 24–25; Barnes 1981, p. 17; Bowman 2005, p. 81; Millar 1993, pp. 177–178
124. ↑   Potter 2005, p. 652
125. ↑   Eutrópio c. 369, pp. 24–25; Barnes 1981, p. 17; Bowman 2005, p. 81; Potter 2005, pp. 292–93
126. ↑   Rees 2004, p. 14
127. ↑   Barnes 1981, p. 18; Bowman 2005, p. 81; Millar 1993, p. 178
128. ↑   Millar 1993, p. 178; Potter 2005, p. 293
129. ↑   Bowman 2005, p. 81
130. ↑   Southern 2001, pp. 151, 335–336
131. ↑   Barnes 1981, p. 18; Potter 2005, p. 293
132. ↑   Barnes 1981, p. 18; Millar 1993, p. 178
133. 1 2   Barnes 1981, p. 18
134. 1 2 3   Potter 2005, p. 293
135. ↑   Millar 1993, pp. 178–179; Potter 2005, p. 293
136. 1 2   Millar 1993, p. 178
137. ↑   Southern 2001, p. 151
138. ↑   Barnes 1981, pp. 18–19; Burgess 1996, pp. 157–158; Helgeland 1974, p. 159; Liebeschuetz 1979, pp. 246–248; Odahl 2004, p. 65
139. ↑   Barnes 1981, p. 20; Corcoran 2006, p. 51; Odahl 2004, pp. 54–56, 62
140. ↑   Barnes 1981, pp. 19, 294
141. 1 2   Barnes 1981, p. 19
142. ↑   Barnes 1982, p. 49; Carrié & Roussele 1999, pp. 163–164
143. 1 2   Barnes 1981, p. 20
144. ↑   Barnes 1981, p. 20; Williams 1997, pp. 83–84
145. ↑   Barnes 1981, pp. 20–21
146. ↑   Barnes 1981, p. 21; Odahl 2004, p. 57
147. ↑   Barnes 1981, p. 21; Odahl 2004, p. 67; Potter 2005, p. 338
148. ↑   Barnes 1981, p. 22; Odahl 2004, pp. 67–69; Potter 2005, p. 337; Southern 2001, p. 168
149. ↑   Barnes 1981, p. 22; Williams 1997, p. 176
150. ↑   Barnes 1981, p. 22; Liebeschuetz 1979, pp. 249–250
151. 1 2   Barnes 1981, p. 24; Southern 2001, p. 168
152. 1 2   Barnes 1981, p. 24
153. ↑   Barnes 1981, pp. 23–24
154. ↑   Treadgold 1997, p. 25
155. ↑   Southern 2001, p. 168
156. ↑   Barnes 1981, p. 39
157. ↑   Tilley 1996, p. xi
158. ↑   Barnes 1981, pp. 48–49, 208–213
159. ↑   Gibbon 1952, pp. 153, 172
160. 1 2   Potter 2005, p. 341
161. ↑   Barnes 1981, pp. 24–25
162. ↑   Southern 2001, pp. 152, 336
163. 1 2   Barnes 1981, p. 25; Southern 2001, p. 152
164. ↑   Barnes 1981, pp. 25–27; Odahl 2004, pp. 69–72; Potter 2005, pp. 341–342
165. ↑   Barnes 1981, pp. 25–26
166. ↑   Barnes 1981, p. 26; Potter 2005, p. 342
167. ↑   Odahl 2004, pp. 72–74; Southern 2001, pp. 152–153
168. ↑   Barnes 1981, p. 27; Southern 2001, p. 152
169. ↑   Southern 2001, p. 152
170. ↑   Barnes 1981, pp. 31–32; Odahl 2004, p. 90
171. 1 2   Barnes 1981, p. 41; Nakamura 2003, pp. 283–289
172. ↑   Asimov 1967, p. 175
173. ↑   Potter 2005, pp. 294–295
174. ↑   Potter 2005, p. 298
175. 1 2   Potter 2005, pp. 296–298
176. 1 2   Potter 2005, p. 296
177. ↑   Potter 2005, p. 296; Millar 1993, p. 182
178. ↑   Corcoran 2006, pp. 44–45
179. ↑   Corcoran 2006, p. 43; Potter 2005, p. 290
180. ↑   Cascio 2005, pp. 171–172; Corcoran 2006, p. 43; Liebeschuetz 1979, pp. 235–252, 240–243
181. ↑   Potter 2005, p. 290
182. ↑   Southern 2001, p. 163
183. ↑   Southern 2001, pp. 153–154, 163
184. ↑   Southern 2001, pp. 162–163
185. ↑   Cascio 2005, pp. 171–172; Southern 2001, pp. 162–163; Williams 1997, p. 110
186. ↑   Williams 1997, p. 110
187. 1 2   Cascio 2005, p. 173
188. 1 2   Treadgold 1997, p. 19
189. ↑   Barnes 1981, p. 9; Carrié & Rouselle 1999, p. 678; Cascio 2005, p. 179; Rees 2004, pp. 24–27
190. ↑   Barnes 1981, p. 9; Rees 2004, pp. 25–26
191. 1 2 3   Barnes 1981, p. 10
192. ↑   Harries 1999, pp. 53–54; Potter 2005, p. 296
193. ↑   Barnes 1981, pp. 9–10; Treadgold 1997, pp. 18–20
194. ↑   Rees 2004, p. 25
195. ↑   Williams 1997, pp. 53–54, 142–43
196. ↑   Williams 1997, p. 143
197. ↑   Potter 2005, pp. 296, 652
198. ↑   Harries 1999, pp. 14–15; Potter 2005, pp. 295–296
199. ↑   Potter 2005, pp. 295–296
200. ↑   Harries 1999, pp. 21, 29–30; Potter 2005, pp. 295–296
201. ↑   Harries 1999, pp. 21–22
202. ↑   Harries 1999, pp. 63–64
203. ↑   Harries 1999, p. 162
204. ↑   Harries 1999, p. 167
205. ↑   Harries 1999, p. 55
206. ↑   Southern 2001, pp. 154–155; Williams 1997, pp. 91–101
207. ↑   Corcoran 2006, p. 46
208. ↑   Southern 2001, p. 157; Treadgold 1997, p. 19
209. ↑   Rees 2004, p. 17
210. ↑   Southern 2001, p. 158; Treadgold 1997, pp. 112–113
211. 1 2   Southern 2001, p. 159; Treadgold 1997, pp. 112–113
212. 1 2   Southern 2001, p. 159
213. 1 2 3   Treadgold 1997, p. 20
214. 1 2   Southern 2001, p. 160; Treadgold 1997, p. 20
215. ↑   Potter 2005, p. 333
216. ↑   Barnes 1981, p. 9, 288; Southern 2001, p. 159
217. ↑   Williams 1997, p. 125
218. ↑   Brown 2003, p. 57; Williams 1997, p. 123
219. ↑   Williams 1997, p. 124
220. 1 2 3   Potter 2005, p. 392
221. 1 2 3   Southern 2001, p. 160
222. ↑   Potter 2005, pp. 392–393
223. ↑   Potter 2005, pp. 334, 393; Southern 2001, p. 160
224. 1 2   Potter 2005, pp. 334–335
225. ↑   Potter 2005, p. 393
226. ↑   Southern 2001, pp. 160, 339
227. ↑   Potter 2005, p. 336
228. ↑   Potter 2005, p. 335; Southern 2001, p. 161
229. ↑   Potter 2005, p. 335
230. ↑   Rees 2004, pp. 42, 44
231. ↑   Rees 2004, p. 44
232. ↑   Cascio 2005, pp. 177–178
233. ↑   Potter 2005, p. 336; Southern 2001, p. 161
234. ↑   Cascio 2005, p. 178; Southern 2001, p. 161
235. ↑   Potter 2005, p. 336; Williams 1997, pp. 131–132
236. ↑   Jones 1986, p. 40
237. ↑   Williams 1997, pp. 228–229
238. ↑   Williams 1997, pp. 196–198
239. ↑   Williams 1997, p. 204
240. ↑   Williams 1997, pp. 205–206
241. ↑   Williams 1997, pp. 207–208
242. ↑   Williams 1997, p. 206
243. ↑   Williams 1997, pp. 218–219
244. ↑   Williams 1997, p. 208